# 300-летие дома Романовых

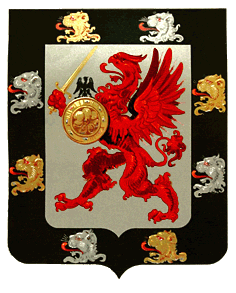
Фамильный герб Романовых

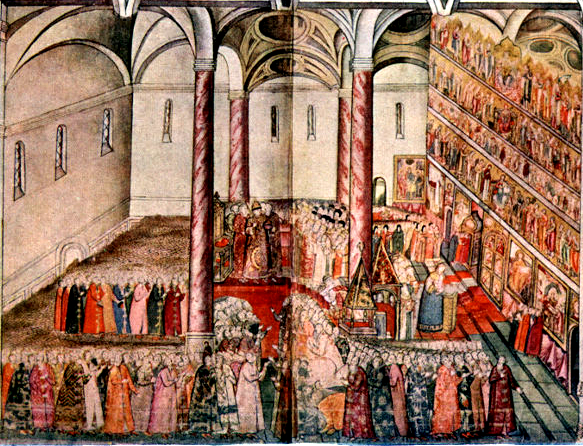
Венчание на царство царя Михаила Феодоровича в Успенском соборе (литография XIX века с гравюры XVII века)

Трёхсотле́тие до́ма Рома́новых, Рома́новские торжества́ 1913 го́да — торжественное общественно-государственное празднование 300-летия царствования дома Романовых 21 февраля (6 марта) 1913 года в Российской империи, что, согласно «Высочайшему манифесту», данному императором Николаем II (опубликован 21 февраля 1913 года), приурочивалось к дате «единодушного избрания» на царство в Москве Великим земским собором «в 21 день февраля 1613 года» боярина Михаила Фёдоровича Романова, «ближайшего по крови к угасшему царственному роду Рюрика и Владимира Святого» (венчание на царство совершено было 11 июня 1613 года в Успенском соборе Москвы). Подписанным 21 февраля 1913 года высочайшим указом, дабы «достойно ознаменовать нынешний торжественный день и увековечить его в памяти народной» даровались «милости подданным» российского императора. В указе была представлена обширная программа благотворительных акций, объявлялось о льготах малоимущим и амнистировании отдельных категорий осуждённых, снимались задолженности с мелких предпринимателей и землевладельцев и другое.
Воцарение Михаила Фёдоровича в начале XVII века положило начало новой правящей династии. 300-летие царствующего дома Романовых, отмечавшееся в течение всего 1913 года, описывается как праздник, который отмечался «торжественно и всенародно», а сам 1913 год — как «вершина процветания империи и год великого юбилея».
По всем городам России в храмах отслужили благодарственные молебны, прошли войсковые парады местных военных гарнизонов, давались торжественные балы, обеды и приёмы губернаторами и градоначальниками, устраивались исторические выставки и народные гуляния. Витрины многих домов и магазинов были украшены флагами и портретами царя Михаила Романова и правящего императора Николая II. Программа юбилейных торжеств была обширной, празднование началось в феврале и продолжалось до осени 1913 года. Заключительные торжества состоялись в Москве.

## Подготовка к торжествам
Высочайше утверждённым «Церемониалом» днём «торжественного празднования 300-летия Царствования дома Романовых» назначался день 21 февраля 1913 года. «Церемониал» предусматривал, что «во всех храмах и церквах Российской империи будут совершены торжественные литургии и после них благодарственные молебствия с возглашением многолетия государю императору Николаю Александровичу <…> и всему царствующему дому»; документ также расписывал порядок совершения торжественных богослужений и прибытия к ним лиц в московском Успенском и петербургском Казанском соборах 21 февраля 1913 года, а также принесения поздравлений их императорским величествам и иные мероприятия в Санкт-Петербурге. Кроме того, император повелел прибыть к панихиде в Петропавловском соборе Петербурга накануне дня празднования, в среду 20 февраля, придворным и иным лицам; панихиду предписывалось совершать «с поминовением в Бозе почивающих родителей первого царя из дома Романовых — блаженнейшего патриарха Филарета и инокини Марфы», всех царствовавших царей и цариц и «всех от рода царей и великих князей Российских из дома Романовых преставльшихся».
Определением от 4 февраля 1913 года Святейший Синод сделал распоряжение, чтобы во всех храмах империи на торжественном молебствии 21 февраля вместо положенной молитвы «Боже великий и дивный», по возглашении диаконом «Паки и паки, преклоньше колена, Господу помолимся», была прочитана специально составленная молитва, начинавшаяся словами «Крепость даяй царем нашым Господи и род помазанных Твоих возносяй!».
13 февраля 1913 года император утвердил постановление Совета министров «об объявлении дня 21-го февраля 1913 года неприсутственным для всей империи» (день 21 февраля 1913 года приходился на четверг Сырной седмицы, то есть преддверие Великого поста).
Особая роль в предстоящих торжествах отводилась Москве и Костроме, из которой Михаил Романов был призван на царство в 1613 году. В целом же торжества прошли по всей Российской империи. За три года до предстоящих торжеств был образован «Комитет для устройства празднования трёхсотлетия царствующего дома Романовых», председателем которого был назначен А. Г. Булыгин.
Подготовка к празднованию юбилея стало поводом для благотворительных акций по всей Российской империи, чему положил начало Николай II. Он объявил амнистию многим заключённым, простил всем подданным долги по налогам. Выделялись финансовые средства на заботу о детях, помощь передовым сельским хозяевам.

### В Санкт-Петербурге

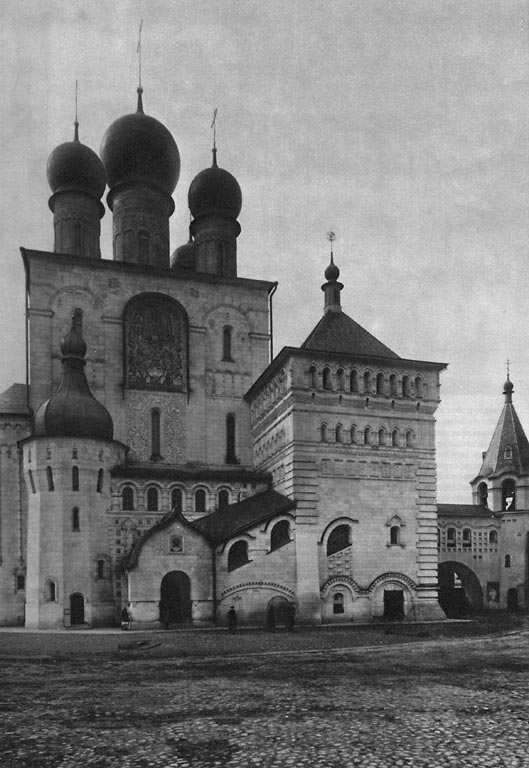
Феодоровский собор в память 300-летия дома Романовых в Санкт-Петербурге. Фото 1914 (?) года

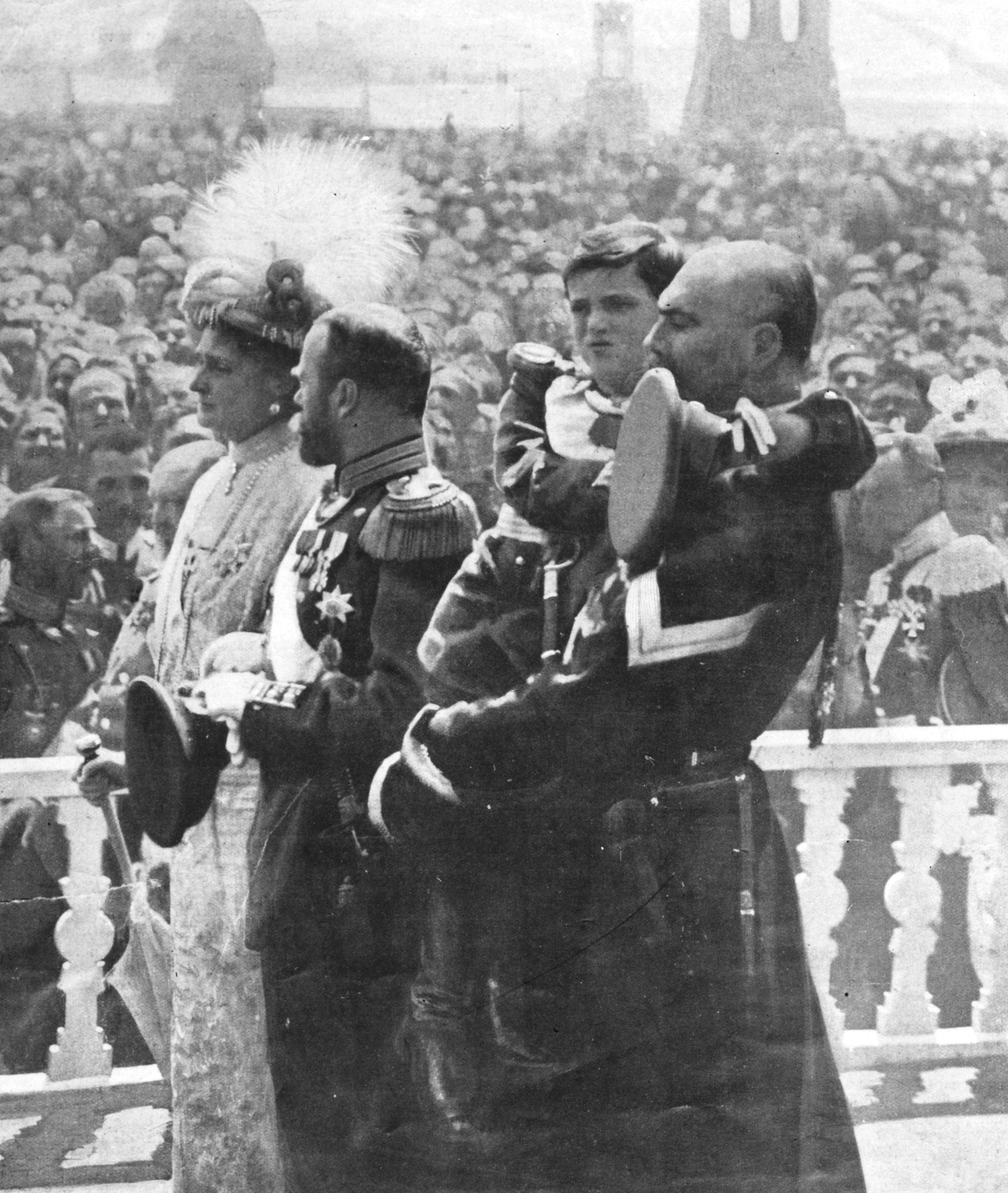
Царская семья участвует в торжественной процессии по случаю 300-летия дома Романовых

В Санкт-Петербурге подготовка к торжеству началась за три года до празднования. Был образован «Комитет для устройства празднования трёхсотлетия царствующего дома Романовых», председателем которого был назначен А. Г. Булыгин — член Государственного совета и гофмейстер высочайшего двора (А. Г. Булыгин с 1888 по 1893 год занимал также пост калужского губернатора). Образованный комитет предложил государю Николаю II обнародовать «Высочайший манифест» по случаю юбилея, который, среди прочего, гласил: «<…> Совокупными трудами венценосных предшественников наших на престоле российском и всех верных сынов России созидалось и крепло русское государство <…> В неизменном единении с возлюбленным народом нашим уповаем мы и впредь вести государство по пути мирного устроения жизни народной <…> Благородное дворянство российское кровью своею запечатлело преданность Родине <…> В сиянии славы и величия выступает образ русского воина, защитника веры, престола и отечества <…> Благоговейная память о подвигах почивших да послужит заветом для поколений грядущих и да объединит вокруг престола нашего всех верных подданых для новых трудов и подвигов на славу и благоденствие России <…>». «Высочайший манифест», согласно «Церемониалу», зачитывался во всех российских храмах после литургии, пред торжественным молебном, 21 февраля 1913 года.
5 августа 1911 года в присутствии великого князя Михаила Александровича (августейший покровитель строительного комитета) в Санкт-Петербурге был заложен храм в честь Феодоровской иконы, в память 300-летия царствующего дома; главный придел верхнего храма освящён 15 января 1914 года митрополитом Владимиром (Богоявленским) в высочайшем присутствии.
Кроме того, в Санкт-Петербурге скульпторы и архитекторы работали над памятником юбилею. Неподалёку от Александро-Невской лавры строился храм в честь династии Романовых (собор Феодоровской иконы Божией Матери), на Исаакиевской площади возводили ротонду. К торжеству были выпущены юбилейные медали — золотые, серебряные, тёмно-бронзовые и светло-бронзовые (над изготовлением медалей в честь 300-летия дома Романовых работал Монетный двор). В связи с праздником были выпущены монеты, марки, открытки, яйца Фаберже, предметы домашнего обихода, на которых были изображены двуглавые орлы и число «300»: бокалы, скатерти, головные платки, броши. Тысячи рабочих были привлечены к возведению ларьков и киосков, сооружению мачт для штандартов и установке транспарантов, украшению зданий и проведению иллюминации.
В начале 1912 г. великий князь Константин Константинович пожертвовал на окраине Павловского парка, в дачном селении Тярлево, «участок земли мерою до 600 кв. сажень, а Ея Императорское Высочество Великая княгиня Мария Павловна оказала денежную помощь на сооружение церкви». 6 августа 1912 года была торжественно заложена Церковь Преображения Господня (Церковь Спаса Преображения в память 300-летия Дома Романовых). 30 июня 1913 года на церковные купола были подняты кресты, однако внутренняя отделка церкви продолжалась ещё в течение года. Торжественное освящение храма было совершено 6 июля 1914 года.
При рескрипте от 15 февраля 1913 года император жаловал эмиру Бухарскому Сеид-Алим-хану (эмир был принят императором в Царском Селе) свой портрет, украшенный бриллиантами, для ношения на груди — «в знак особенного <…> расположения и в память знаменательных нынешних дней празднования трёхсотлетия царствования дома Романовых». При рескрипте от 18 февраля 1913 года император жаловал хану Хивинскому Сеид-Асфендиару Богадуру (принят императором в Большом Царскосельском дворце того же числа) титул «высочества».
В канун дня празднования, 20 февраля 1913 года, в три часа пополудни, патриархом Антиохийским Григорием IV (был приглашён в Россию на торжества) в сослужении митрополита Белградского Димитрия и иных иерархов была совершена панихида в Петропавловском соборе в высочайшем их величеств присутствии.

### В Москве

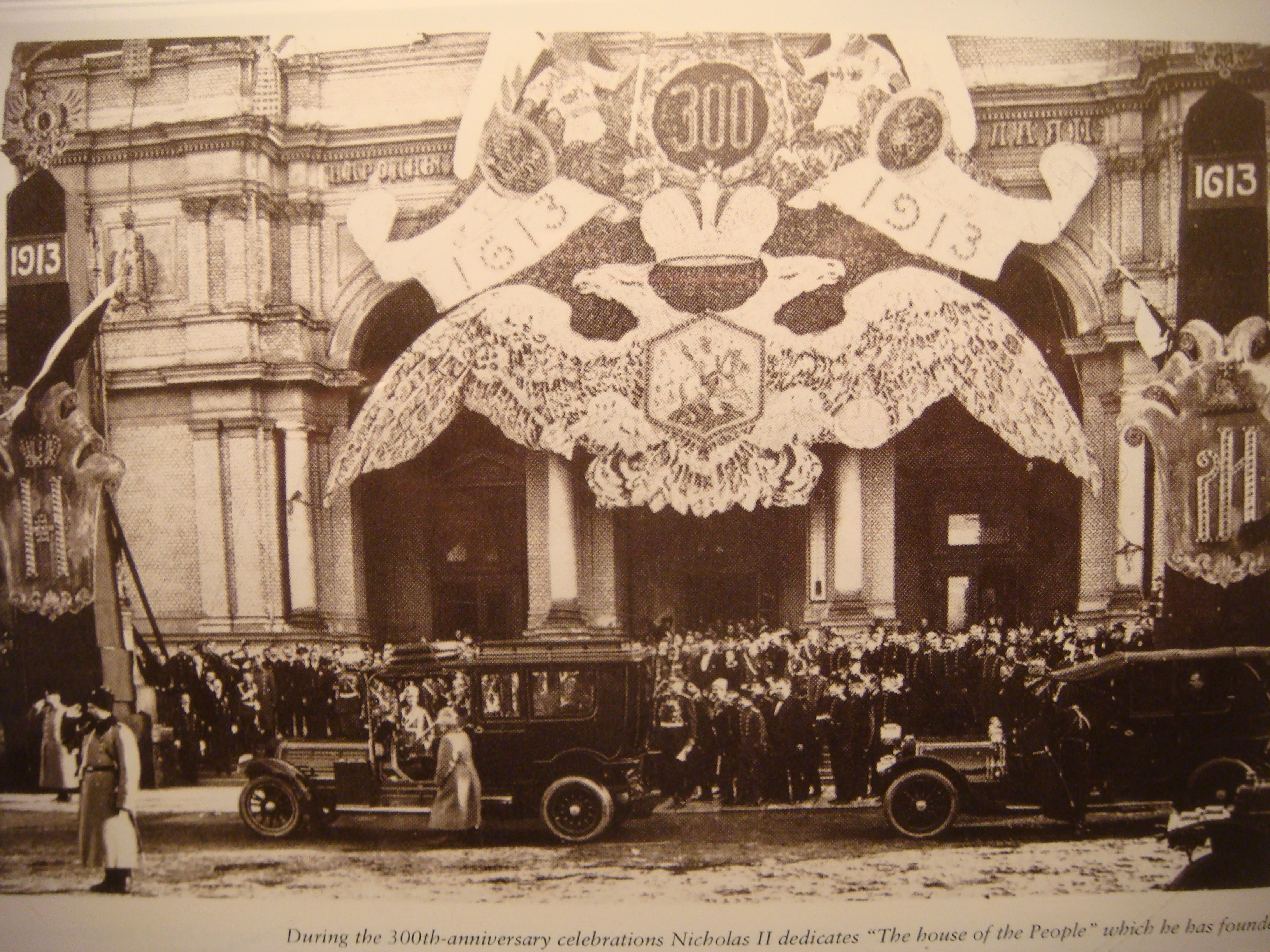
Народный дом Императора Николая II в Санкт-Петербурге, украшенный к празднованию 300-летия дома Романовых

17 января 1911 года в Московской городской управе на заседании Комиссии о пользах и нуждах общественных был поднят вопрос о сооружении, в связи с годовщиной, памятного обелиска, схожего с уже имеющимся в Троице-Сергиевой лавре. В 1912 году был проведён конкурс проектов. Комиссия остановила свой выбор на получившем вторую конкурсную премию проекте архитектора С. А. Власьева. Торжественная закладка обелиска состоялась 18 апреля 1914 года, а 10 июля памятник был открыт. Официальное его название было таким: «Романовский обелиск в память 300-летия царствования дома Романовых» (ныне, в изменённом виде, — памятник-обелиск в Александровском саду).
Государственная дума предложила законопроект о создании в Москве Всероссийского Национального музея в честь 300-летия царствования. За основу нового музея решено было взять собрания Румянцевского музея, а недостающие для устройства нового музея материалы получить из Исторического, Политехнического, Русского и Бахрушинского музеев. Было проведено «Особое совещание для выработки главных оснований законопроекта о Всероссийском Национальном, в память 300-летия царствования дома Романовых музее», на котором большинство проголосовало против создания такого музея. Этот проект так и остался неосуществлённым.
Для проведения торжеств в Москве в высочайшем присутствии в мае 1913 года императором был утверждён специальный документ — «Порядок торжественного празднования 300-летия царствования дома Романовых в Москве в мае месяце 1913 года».

### В Костроме
Кострома, традиционно именуемая «колыбелью Дома Романовых», стала одним из центров юбилейных торжеств. Подготовка к празднованию ознаменовалась существенными градостроительными преобразованиями, осуществлёнными на государственные средства и частные пожертвования: к этому событию была построена электростанция, открыта вторая очередь водопровода, благоустроен центр, заложен фундамент грандиозного памятника 300-летию династии Романовых, построен целый ряд гражданских сооружений, в их числе — Романовский музей и Романовская больница.
На берегу Волги была открыта «сельскохозяйственная, кустарная и промышленная выставка с общественно-культурным отделом», экспозиции павильонов которой рассказывали о расцвете экономики и культуры губернии.

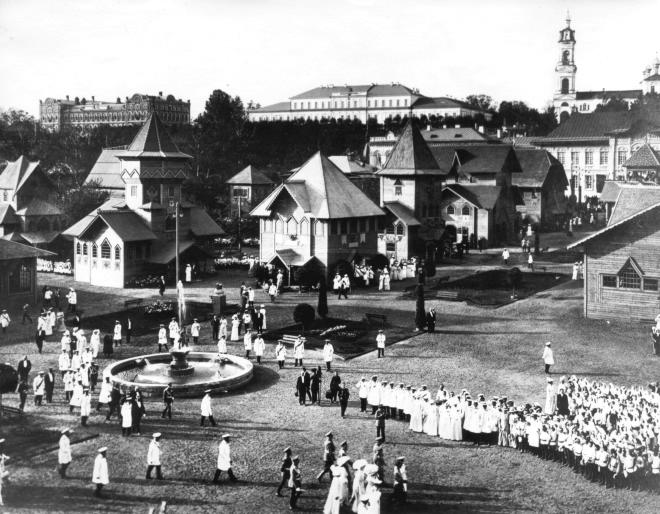
Юбилейная выставка в Костроме

Комиссией при Государственной думе был принят проект учреждения педагогического института в Костроме. Будущему институту планировалось присвоить наименование «Романовского». Обучение должно было проводиться для обоих полов без взимания платы, но для окончивших заведение было необходимо прослужить в области обучения в течение семи лет. Проект остался нереализованным.
Национальный клуб изготовил к юбилею бюсты в натуральную величину царя Михаила Фёдоровича, императоров Александра I, Александра II и Николая I. Императорскому московскому Строгановскому училищу был передан заказ на исполнение ценных вкладов, которые дом Романовых внёс в московский Архангельский собор и в храм Ипатьевского монастыря в Костроме. Для Троицкого собора Ипатьевского монастыря училищу было заказано также Евангелие, напрестольный крест, чаши, дискос, ковш для теплоты, лжица и копие. Все эти вещи были изготовлены по эскизам великого князя Петра Николаевича, который лично передал директору Строгановского училища свои рисунки при проезде через Москву. Все эти предметы были массивны, украшены эмалью и драгоценными камнями.

## Торжества в феврале-марте 1913 года

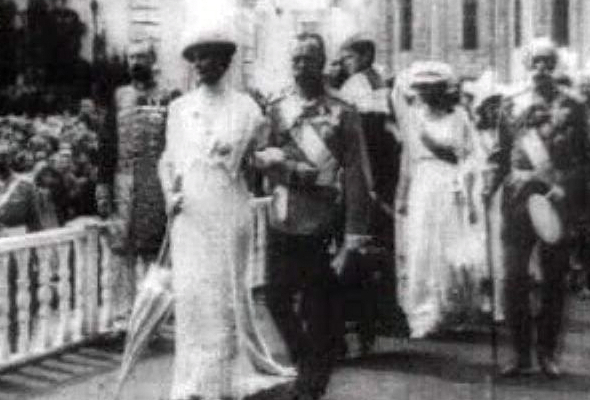
Николай II на праздновании 300-летия дома Романовых

21 февраля 1913 года были официально опубликованы высочайший манифест о юбилее, высочайший указ Сенату о «милостях», ряд наградных рескриптов и указов, в частности, о возведении Министра Двора барона В. Б. Фредерикса в графское достоинство. Кроме того, высочайшим указом Святейшему синоду от 21 февраля 1913 года даровалось «высшим рассадникам духовного просвещения — духовным академиям: киевской, московской, с.-петербургской и казанской именование „Императорских“». Также в тот день публиковались высочайше утверждённые положения о нагрудном наследственном знаке для лиц, приносивших их императорским величествам личные поздравления, и о нагрудной медали в память 300-летия (для значительно более широкого круга лиц).

### В Санкт-Петербурге
21 февраля 1913 года в 8 часов утра двадцать один пушечный выстрел от Санкт-Петербургской крепости возвестил о предстоящем праздновании.
В 11-м часу утра торжественную литургию в Казанском соборе возглавил Патриарх Антиохийский Григорий IV, в сослужении сонма российских и иностранных иерархов. Императорская семья прибыла в собор к молебну (после литургии) из Зимнего дворца. По пути следования «высочайшего поезда» к Казанскому собору были выстроены войска и курсанты военных учебных заведений. За сотней императорского конвоя следовал открытый экипаж, в котором находились сам император Николай II и его сын, наследник престола Алексей Николаевич, за ними — запряжённая четвёркой лошадей парадная карета вдовствующей императрицы Марии Фёдоровны и императрицы Александры Фёдоровны, а за ней — четырёхместная карета с принцессами и великими княжнами; замыкала «высочайший поезд» другая сотня конвоя. У входа в собор императора и его семью встречали патриарх Григорий и митрополит Санкт-Петербургский и Ладожский Владимир (Богоявленский), который обратился к их величествам со словом. Протодиаконом перед молебном был прочтён манифест о юбилее; служение молебна возглавил Антиохийский патриарх Григорий IV, который читал Евангелие на арабском языке. По возглашении протодиаконом многолетия их императорским величествам и всему царствующему дому, находящиеся в строю вне собора войска отдали честь; начался торжественный трезвон всех церквей Петербурга (к собору прибыли крестные ходы от многих городских храмов) и салют из пушек Петербургской крепости.

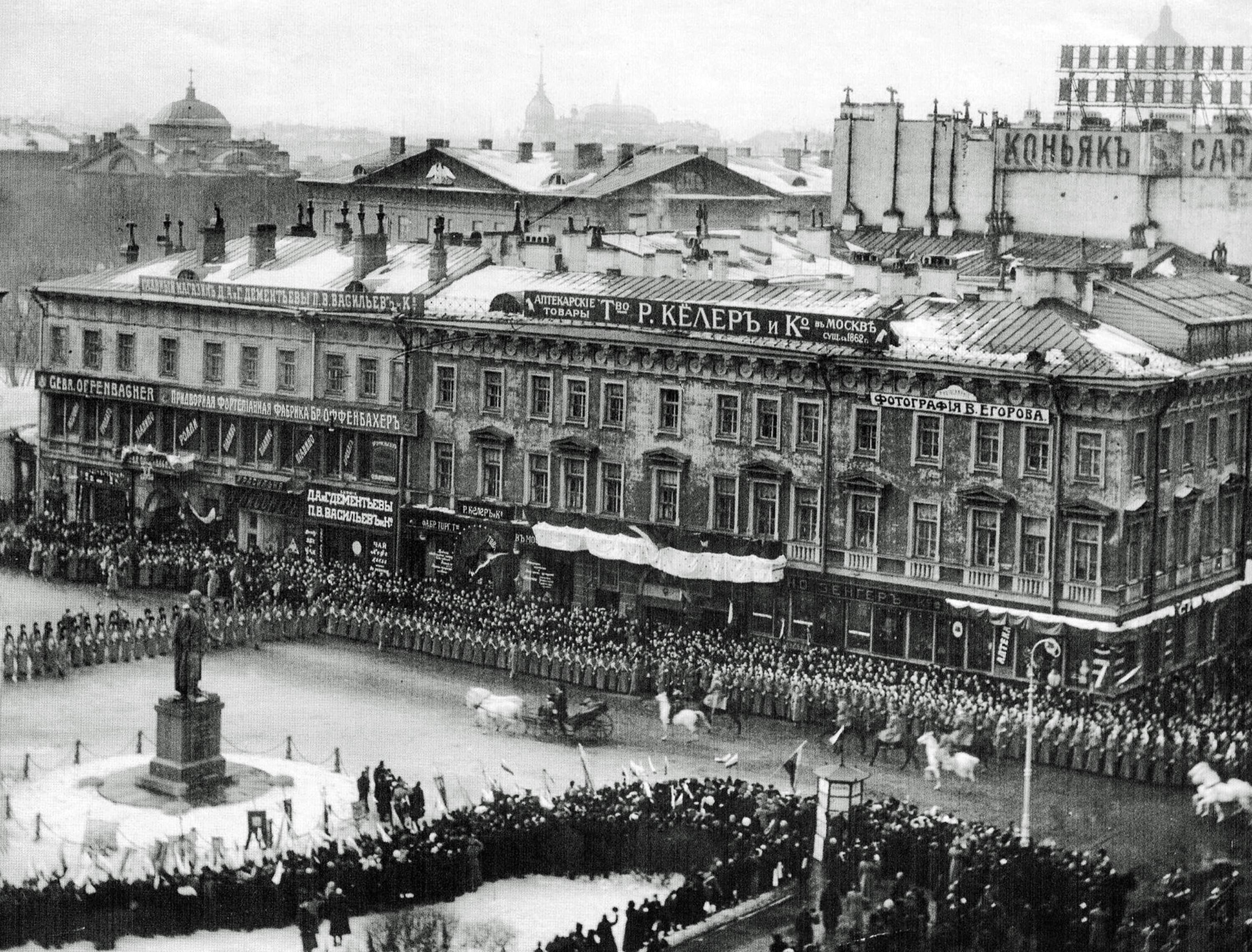
Праздничная процессия у Дома Казанского собора. Фото Карла Буллы

В три часа пополудни в Николаевском зале Зимнего дворца началось принесение поздравлений; в число поздравляющих входили все придворные чины, фрейлины и камер-фрейлины, Сенат, Государственный совет, министры и чины министерств, генералитет, члены Государственной думы, чины первых классов и другие. Принесение поздравлений продолжалось и 22 февраля. 23 февраля в императорском Зимнем дворце состоялся приём и затем обед волостным старшинам и равнозначащим им представителям сельского и инородческого населения Российской империи (свыше двухсот человек). Вечером 23 февраля санкт-петербургским дворянством в своём собрании на Михайловской улице был дан «грандиозный бал» (свыше 3200 человек); хлеб-соль императору поднёс губернский предводитель дворянства светлейший князь И. Н. Салтыков, обратившийся к императору с приветствием, которое заканчивалось словами: «<…> Твёрдо верит с.-петербургское дворянство, что только в тесном единении верного народа со своим самодержавнейшим царём заключается всё будущее счастье и величие России». 24 февраля (Прощёное воскресенье) торжества в столице завершились «грандиозным парадным обеденным столом» в залах Зимнего дворца.
Кроме того, 21 февраля 1913 года в Петербурге было совершено торжественное мусульманское богослужение в строившейся новой мечети (освящена на следующий день, 22 февраля 1913 года), где молились со своими сановниками и свитой хан Хивинский и эмир Бухарский: была прочитана хутба на татарском и арабском языках и молитва за царя на арабском языке. Также, особые моления были совершены буддистами в Старой Деревне (в присутствии настоятеля Гусино-Озёрского дацана Бандида-Хамбо Итигэлова), а также евреями в Большой синагоге.

### В Москве

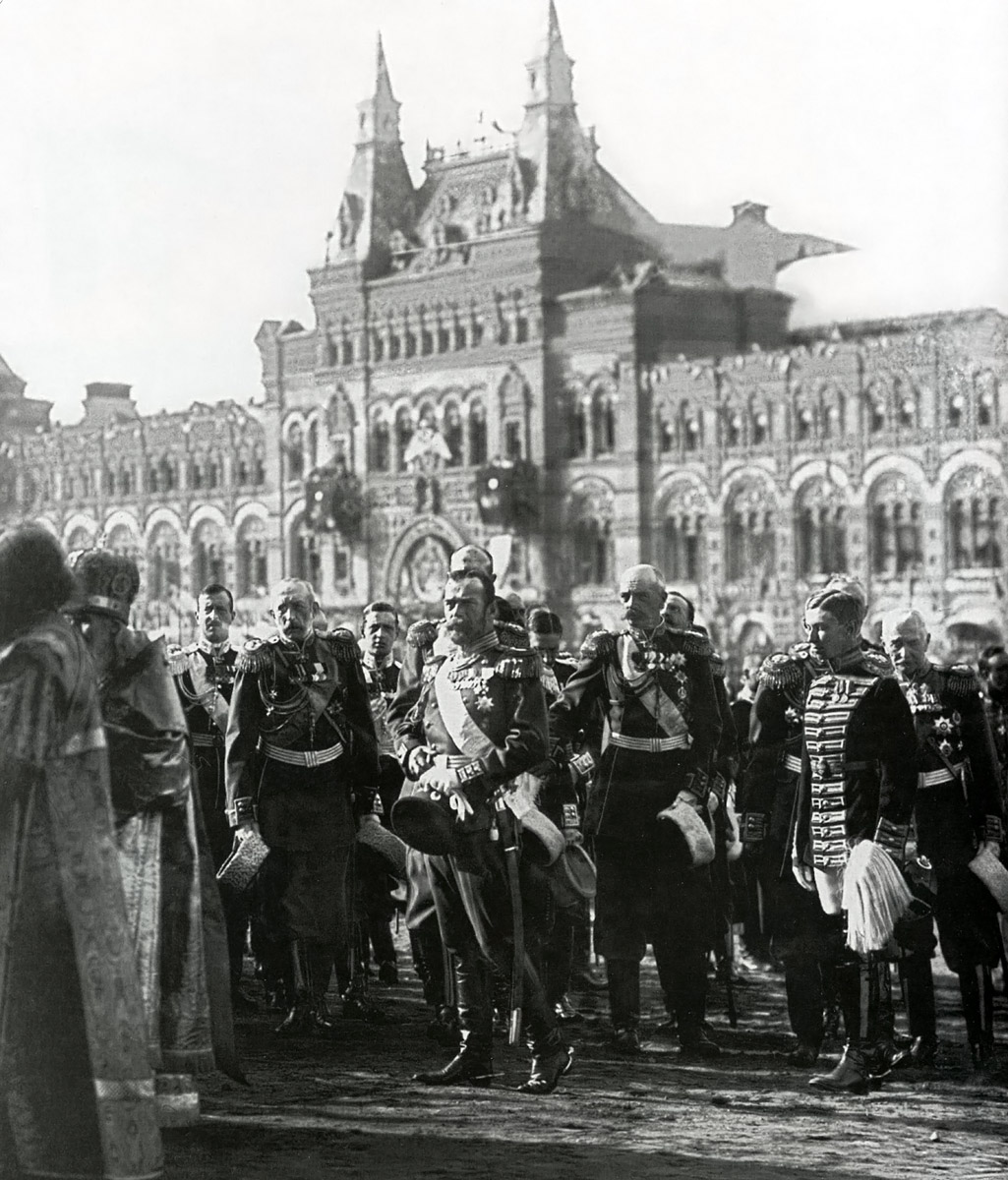
Николай II принимает участие в торжественном молебне на Красной площади

В Москве 21 февраля 1913 года, после литургии в Успенском соборе Кремля, которую возглавил митрополит Московский Макарий (Невский) в ходе благодарственного молебствия, состоялся крестный ход на Красную площадь, где на Лобном месте протодиаконом К. В. Розовым был «громогласно прочитан манифест». 14 марта того же года в Москве в митрополичьих покоях Чудова монастыря (в Кремле) была торжественно освящена и открыта выставка церковно-исторических памятников («Романовская выставка»), посвящённая московскому периоду царствования Романовых (до 1703 года); на открытии присутствовала великая княгиня Елисавета Феодоровна.

### В Костроме
В Костроме в среду 13 марта, накануне даты призвания Михаила Романова на царство, во всех городских церквах после литургии преждеосвященных даров были совершены панихиды с возглашением вечной памяти родителям Михаила Фёдоровича — патриарху Филарету и инокине Марфе и всем почившим царям и императорам из царствующего дома Романовых.

### В Сербии
21 февраля 1913 года улицы Белграда имели праздничный вид, были украшены флагами; в присутствии королевича Георгия (старший сын сербского короля Петра I Карагеоргиевича), министров, дипломатического корпуса (включая российского посланника), членов русской колонии, было совершено торжественное молебствие с провозглашением многолетия российскому императору и всему царствующему дому.
Председателем Совета министров Сербского королевства Н. Пашичем на имя председателя российского Совета министров В. Н. Коковцова была направлена телеграмма с поздравлениями российскому императору, которая была доложена последнему.

## Путешествие императорской семьи в мае 1913 года

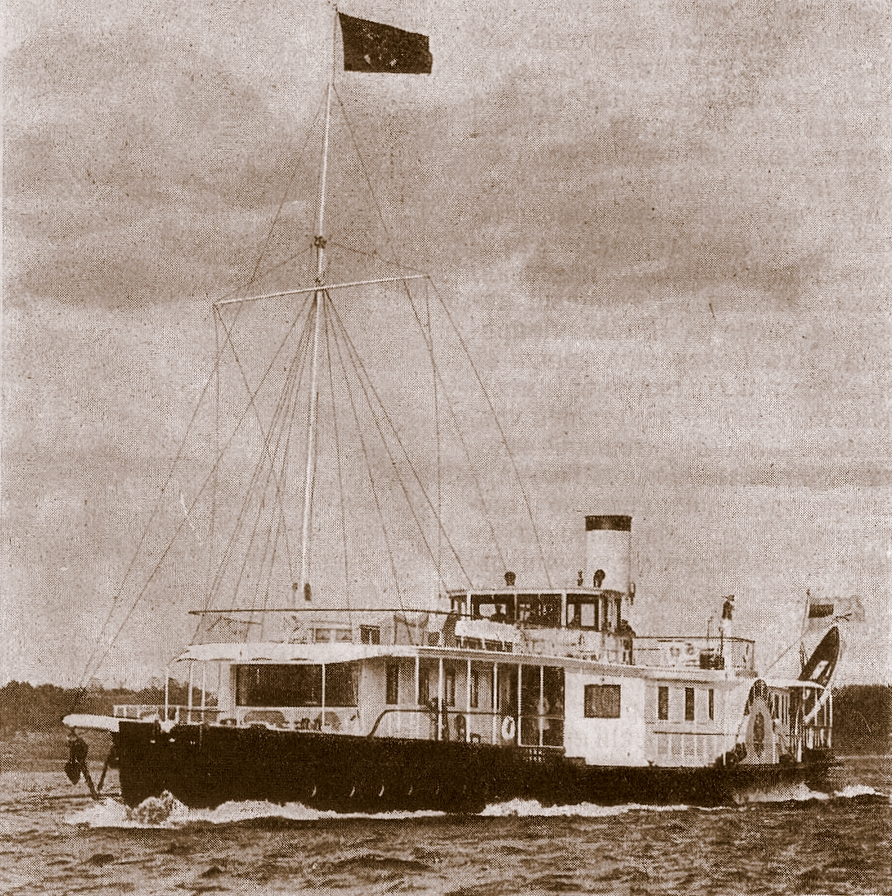
Пароход «Межень», на котором императорская семья путешествовала по Волге в мае 1913 года

В период времени между 16 и 27 мая 1913 года государю императору благоугодно было посетить вместе с августейшей семьёй целый ряд местностей, в которых триста лет тому назад происходили события, связанные с воцарением царя Михаила Фёдоровича, и проследовать из Нижнего Новгорода в Москву тем историческим путём, которым шло в 1612 году ополчение Минина и князя Пожарского освобождать Москву и Русь от иноземного засилия и смуты.
Император прибыл из Берлина, где встречался с германским императором Вильгельмом II, в Царское Село 13 мая 1913 года. 14 мая Петербург и вся империя с особою торжественностью отпраздновали день священного коронования императора и императрицы. Официальное сообщение от 16 мая 1913 года за подписью временного управляющего Министерством императорского двора князя В. С. Кочубея в правительственном органе печати гласило: «Их величества государь император и государыня императрица Александра Феодоровна с наследником цесаревичем и великим князем Алексеем Николаевичем и августейшими дочерьми изволили отбыть 15-го сего мая из Царского Села для присутствования на торжествах по случаю празднования 300-летия царствования дома Романовых в городах Владимире, Суздале, Нижнем-Новгороде, Костроме, Ярославле, Ростове, Переславле и Москве».

### Торжества во Владимирской губернии
Императорский поезд прибыл к вокзалу города Владимира при торжественном звоне церквей в 2 часа 43 мин 16 мая 1913 года и почётном карауле от 9-го гренадёрского сибирского генерал-Фельдмаршала великого князя Николая Николаевича полка, на фланге которого находились командующий войсками московского округа П. А. Плеве с начальником штаба Миллером и другими. Император принял рапорт от губернатора И. Н. Сазонова и Плеве, поздоровался с почётным караулом и, пропустив его церемониальным маршем, принял депутации, поднесшие хлеб-соль. От вокзала император с сыном в открытом автомобиле отбыли в Успенский собор, сопровождаемые другими членами семьи в отдельных автомобилях; в соборе они были встречены архиепископом Владимирским Николаем (Налимовым), который приветствовал императора краткой речью. Далее император посетил Димитриевский собор во Владимире, Рождественский монастырь в Суздале, а также Ризположенский и Спасо-Евфимиевский (Суздаль), где на могиле князя Пожарского была совершена заупокойная лития. Затем, в Суздале император посетил Покровский монастырь, в котором он отобрал 43 иконы из ризницы и три больших иконы из Покровского собора для Музея имени Александра III в Петербурге. Во Владимире была открыта больница в память 300-летия царствования дома Романовых. Во Владимире по случаю праздника по амнистии были освобождены 40 заключённых из арестантских рот, а из губернской тюрьмы — 86. Кроме того, на средства купцов-старообрядцев была заложена Троицкая (Красная) церковь (проект архитектора С. М. Жарова), эта церковь стала последней культовой постройкой в дореволюционном Владимире.
Маршрут также включал село Боголюбово, где жил и скончался князь Андрей Боголюбский. В Боголюбове императорская семья прибыла к Боголюбову монастырю при колокольном звоне и звуках музыки Боголюбовского пожарного общества. В храме семья отстояла молебен и приложились к чудотворной иконе Боголюбской Божией Матери и к надгробию с частицею святых мощей князя Андрея Боголюбского. Настоятель обители Евгений поднёс Николаю II копию чудотворной иконы Боголюбской Божией Матери. В 9 час 20 мин вечера императорский поезд отбыл в Нижний Новгород.

### Торжества в Нижнем Новгороде

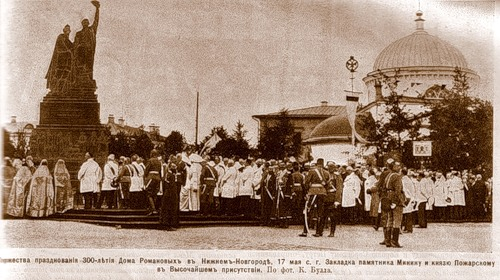
Торжества в Нижнем Новгороде. Закладка памятника Минину и Пожарскому в присутствии императорской семьи

17 мая императорский поезд прибыл в Нижний Новгород. Город был украшен флагами, гирляндами зелени и цветами. Состоялась торжественная встреча на вокзале, после которой царская семья отбыла под колокольный звон и крики «ура» в Преображенский кафедральный собор, где была встречена Нижегородским епископом Иоаким (Левицким). У гробницы Минина в подклёте собора была отслужена краткая заупокойная лития. Затем на Благовещенской площади состоялась закладка памятника Минину и князю Пожарскому (по проекту скульптора Симонова). После парада военнослужащих местного гарнизона государь император принимал волостных старшин в числе 253 человек. Вечером Николая II встречали и приветствовали представители судопромышленности и торговли Нижнего Новгорода. На большой барже (размером до 73 сажен), пришвартованной на городской пристани, в шатре собрались депутации от волжского судоходства и промышленности: директора и представители пароходных обществ, старейшие волжские пароходные капитаны и судовладельцы. В местном Кремлёвском дворце Николаю II представлялись депутации от различных учреждений и представители местной администрации, после чего государь посетил новое здание местного отделения Государственного банка, построенное по проекту архитектора В. А. Покровского к 300-летию дома Романовых (что было отмечено датами «1613» и «1913» на фронтоне). После этого состоялось посещение Дома дворянства. Около девяти часов вечера состоялся «высочайший обед» на пароходе «Царь Михаил Фёдорович». Вечером Нижний Новгород засиял огнями иллюминации. После «высочайшего обеда» царская семья проследовала на приготовленный для них пароход «Межень» и отбыла вместе с сопровождающей флотилией вверх по Волге в Кострому.

### Торжества в Костроме
Царский пароход «Межень» и сопровождавшие его суда прибыли к Царской пристани близ Ипатьевского монастыря к 10 ч. утра 19 мая 1913 года. Царская семья сошла с парохода на пристань, где её встречали хлебом-солью местные власти и депутация крестьян местной Шунгенской волости. Император в форме 13-го гренадёрского полка принял почётный караул от 13-го лейб-гренадёрского эриванского его величества полка, пропустив его церемониальным маршем.
Затем царская семья отправилась в Ипатьевский монастырь, во вратах Зелёной башни которого их встретил крестный ход, пришедший к тому времени из Успенского собора с Феодоровской иконой Божией Матери, во главе с архиепископом Костромским и Галичским Тихоном (Василевским). В крестном ходу были несены исторические реликвии московского посольства 1613 года: фонарь, крест, икона и посох; епископ Рязанский Димитрий (Сперовский) держал список Феодоровской иконы, которым инокиня Марфа благословляла своего сына Михаила Фёдоровича на царство. Архиепископ Тихон обратился к их императорским величествам с приветственным словом; члены царской семьи приложились к Феодоровской иконе и проследовали в Троицкий собор, где в присутствии царской семьи архиепископ Тихон (Василевский) совершил литургию и молебен.

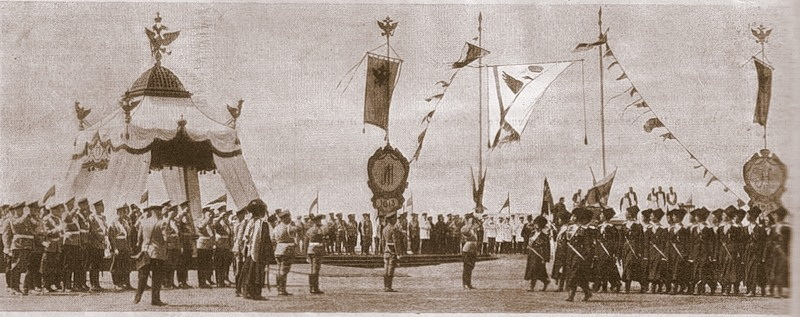
Торжества в Костроме. Парад войск после закладки памятника

Затем императорская семья посетила находящиеся внутри Ипатьевского монастыря «палаты бояр Романовых», в которых в Смутное время жили Марфа Ивановна Романова с юным Михаилом Фёдоровичем. В тот же день состоялось открытие и осмотр экспозиций Романовского музея. После посещения соседствующего здания Дворянского собрания царская семья, сопровождаемая приветствиями народа, возвратились на пароход. Кострома до глубокой ночи сияла блестящей иллюминацией, а улицы и площади города были полны празднующего народа.
На следующий день, 20 мая состоялся ряд торжеств в присутствии Николая II и его семьи: закладка памятника 300-летия дома Романовых, парад местных войск, приём депутаций в губернаторском доме, посещение земской выставки, а также вновь построенной больницы Фёдоровской общины Красного Креста, Богоявленского монастыря и старинной церкви Воскресения на Дебре.
Закладка памятника в честь 300-летия дома Романовых по проекту скульптора Адамсона была одним из важнейших событий торжеств 1913 года, поскольку скульптурный ансамбль в Костроме должен был стать главным памятником царствующей династии. Памятник задумывался как часовня в виде грандиозного постамент-пьедестала, на уступах которого располагались фигуры представителей Дома Романовых и выдающихся людей, связанных с эпохой их правления.
В губернаторском доме состоялся высочайший приём депутаций. Николай II вошёл в сад губернаторского дома, где по аллеям стояли ряды лиц, которые были ему представлены. В числе представлявшихся находились крестьяне-белопашцы, потомки Ивана Сусанина, и между ними унтер-офицер лейб-гвардии Конно-гренадерского полка Собинин, прямой потомок дочери Сусанина.

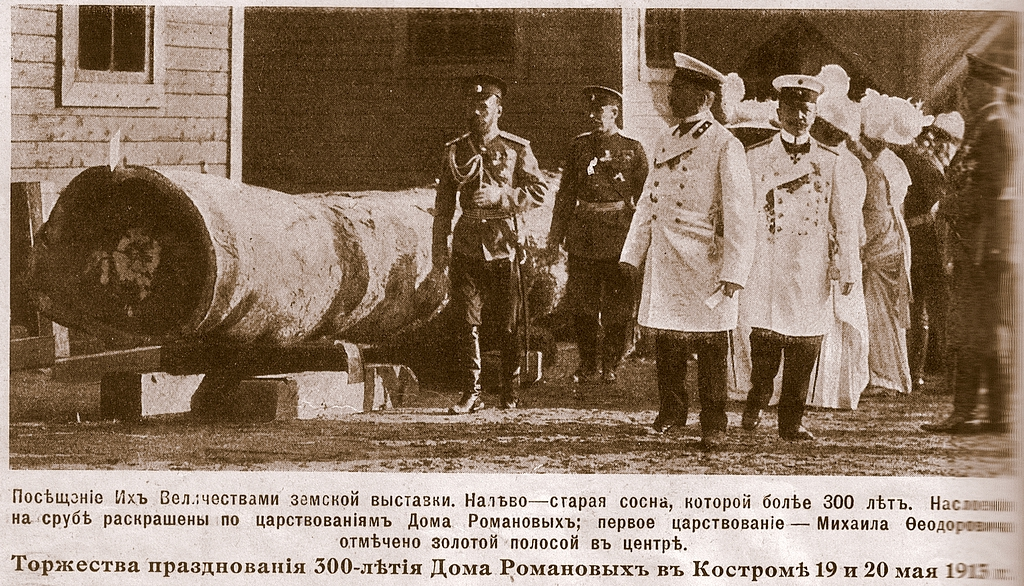
Кострома. Осмотр «юбилейной» сосны

Император с великими княжнами посетил также земскую выставку; обошёл все отделы, интересовался различными экспонатами. На выставке был представлен своеобразный экспонат: громадный обрубок старой сосны, посаженной более трёхсот лет назад. Наслоения на срубе этого массивного дерева, обозначающие количество его годов, были раскрашены по царствованиям, причём золотая полоса около самой середины знаменовала эпоху царя Михаила Фёдоровича. В момент отбытия императора с выставки, зазвонили колокола, изготовленные на местном колоколо-литейном заводе Забенкина.
В 8 часов вечера того же 20 мая на пароходе «Царь Михаил Феодорович» состоялся высочайший обеденный стол; в половине одиннадцатого того же вечера пароход «Межень», отойдя от Царской пристани Костромы, направился вверх по Волге, в Ярославль.

### Торжества в Ярославле

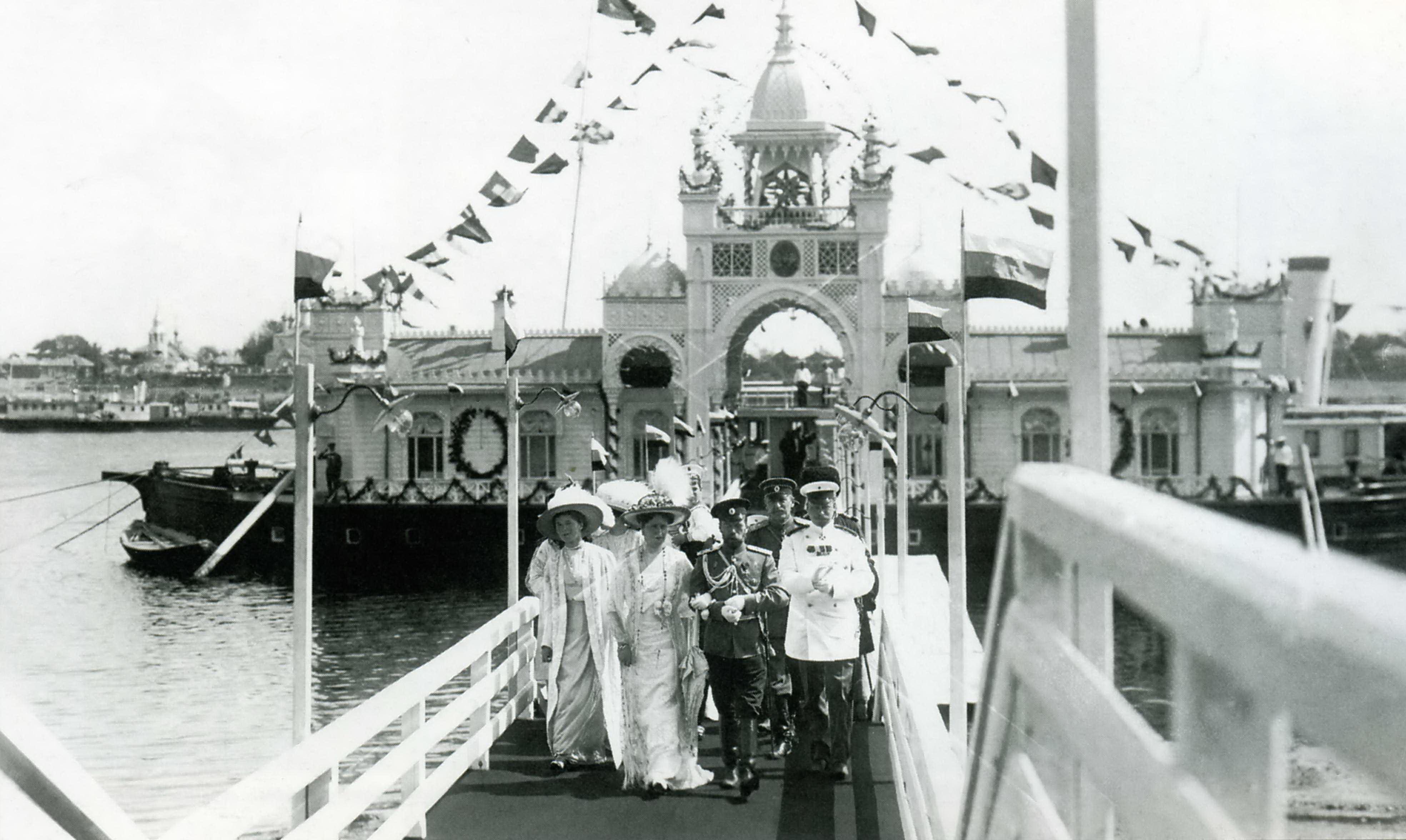
Прибытие Императорской четы в Ярославль. Встреча городской делегацией с хлебом-солью

В 9 часов утра (по петербургскому времени) 21 мая 1913 года императорская семья прибыла по Волге на пароходе «Межень» в Ярославль. Царскую флотилию встречали на Стрелке, которой оканчивается Волжская набережная, где в то время стояло белое здание Демидовского лицея. Царская чета с семьёй сошли с пристани на берег; император, бывший в форме эриванского полка, принял рапорт губернатора графа Д. Н. Татищева, затем принял почётный караул.
Императорская семья посетила Успенский собор, Спасо-Пробоинскую церковь с прославившейся в годы Смуты иконой Спаса, церковь Иоанна предтечи, Спасский монастырь (ставший местом пребывания царя Михаила Фёдоровича в 1613 году: в нём он жил 26 дней, по пути из Костромы в Москву, по избрании на царство), а также Толгский монастырь, вокруг которого шедшее к Москве земское ополчение Минина и князя Д. М. Пожарского совершало крестный ход. Затем император посетил Ильинскую церковь, которую обозревал 20 минут, оставив дар — полное священническое облачнение из парчи.
Во время посещения Спасской обители император осмотрел Крестовую церковь и покои (в перестроенном виде), в которых жил Михаил Фёдорович. При обозрении Спасского монастыря объяснения ему давали архиепископ Тихон (Беллавин) и профессора-археологи Успенский и Барсов. Последний поднёс государю для наследника цесаревича реликвию: уцелевшие от московского пожарища листы первого печатного издания «Слова о полку Игореве».
Вечером того же дня в Екатерининском доме местным дворянством был устроен раут, который посетила императорская семья.
К юбилею было приурочено торжественное открытие Ярославского железнодорожного моста, на котором присутствовал Николай II. Это первый железнодорожный мост на Волге, связавший север России с Москвой. Он получил персональное название — «Мост императора Николая II». Освятил мост архиепископ Ярославский Тихон (впоследствии Патриарх Московский и всея России).
В Ярославле император заказал П. Оловянишникову отливку ста особых колоколов в честь юбилея. Один из этих колоколов находится сейчас в частном ярославском музее «Музыка и время». Из Ярославля императорская семья 21 мая отбыла поездом в Москву через Ростов и Троице-Сергиеву лавру.

### Торжества в Ростове

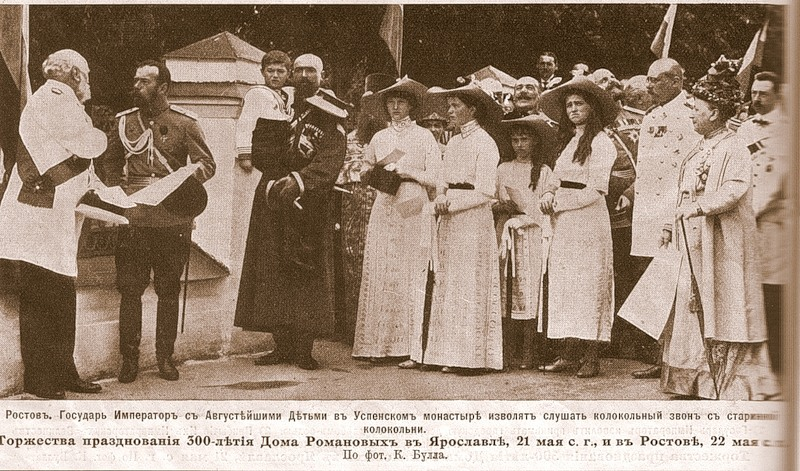
Николай II с семьёй в Успенском соборе слушают колокольный звон

В Ростов императорская семья прибыла на поезде 22 мая. К приезду город украсили, придав ему праздничный вид — на домах развевались национальные флаги, балконы были украшены портретами царской семьи. На вокзале для встречи собрались: председатель Совета министров статс-секретарь В. Н. Коковцов, министры внутренних дел камергер Н. А. Маклаков и путей сообщения статс-секретарь С. В. Рухлов, товарищ (заместитель) министра внутренних дел свиты Его Величества генерал-майор В. Ф. Джунковский, ярославский губернатор в должности шталмейстера, Д. Н. Татищев, губернский предводитель дворянства князь И. А. Куракин, ростовский уездный предводитель дворянства Г. М. Леонтьев, дворяне Ростовского уезда, ростовская Земская управа, Городская дума в полном составе с городским головой А. Х. Оппелем во главе, должностные лица и городские дамы.
Николай II принял хлеб-соль от ростовского дворянства, земства и городского общественного управления, которые, в свою очередь, выступили с приветственной речью. Со станции царская семья отправилась в Успенский собор. По пути их следования были выстроены учащиеся местных учебных заведений. Возле здания мужской гимназии духовой оркестр из гимназистов совместно с хором певчих из учащихся разных школ многократно исполнил народный гимн. При входе в Успенский собор учредитель Ростовского общества хоругвеносцев Успенский поднёс его величеству художественно исполненный финифтевый образ Спасителя в изящной раме местного рабочего-резчика. Помолившись, император осмотрел собор, поклонился его святыням и принял от архиепископа Тихона (Беллавина) в благословение икону Божией Матери с предстоящими Ростовскими чудотворцами (точную копию иконы, которою ростовчане благословили царя Михаила Фёдоровича). У южных врат собора государь прослушал ростовский звон колоколов, а затем осмотрел древние кремлёвские церкви, Белую Палату с её музеем и другие достопримечательности Кремля. С вышки одной из кремлёвских башен царь осмотрел город, озеро и окрестности. В Кремле ростовские дворяне поднесли цесаревичу Алексею деревянная резная модель Ростовского кремля работы кустарей Сергиева Посада. От имени Комитета музея хранитель Белой палаты И. А. Шляков поднёс императору список Владимирской иконы Божией Матери (небесной покровительницы города Ростова); объяснения при осмотре Белой палаты давал гофмейстер Штюрмер. Император посетил также Благовещенскую церковь.
Вечером императорская семья посетила ростовский Яковлевский монастырь, где императора встретил настоятель монастыря викарий Ярославской епархии епископ Угличский Иосиф (Петровых). У мощей святителя Димитрия Ростовского был отслужен краткий молебен угоднику с чтением Евангелия, молитвы и провозглашение многолетия. Императорская семья приняли от настоятеля икону — древний складень с точной копией той иконы, которую жители Ростова поднесли святителю Димитрию при вступлении его на Ростовскую кафедру в 1702 году. Императору подарили также копию иконы Ватопедской Божией матери, к оригиналу которой царь в этом монастыре приложился у Царских врат. После осмотра находящегося рядом озера император направился, окружённый народом, к Шереметевскому храму. На пути его следования был показан висящий у входа в Яковлевский храм древний колокол с надписью, содержащей указание на время пожалования колокола царём Алексеем Михайловичем Зачатьевскому монастырю. В Шереметевском храме настоятелем храма были поднесены портреты на финифти Николая II, Александры Фёдоровны и Алексея в кабинетную величину, художественно исполненные местными мастерами, в дубовых художественных рамах, а также описание монастыря, фотографические виды, книги и брошюры монастырского издания. Из монастыря император с семьёй отправились в древнюю деревянную церковь Иоанна Богослова на Ишне, в которой Николай II вместе с детьми расписались в книге почётных посетителей. Вечер этого дня был кануном праздника Вознесения Господня, и император отстоял перед отбытием из Ростова всенощную, которая была совершена по его желанию в кремлёвской Воскресенской церкви.
Из церкви императорская семья отбыла на вокзал для дальнейшего следования в Москву через города Петровск (пребывание 23 мая 1913 года) и Переславль.

### Торжества в Москве

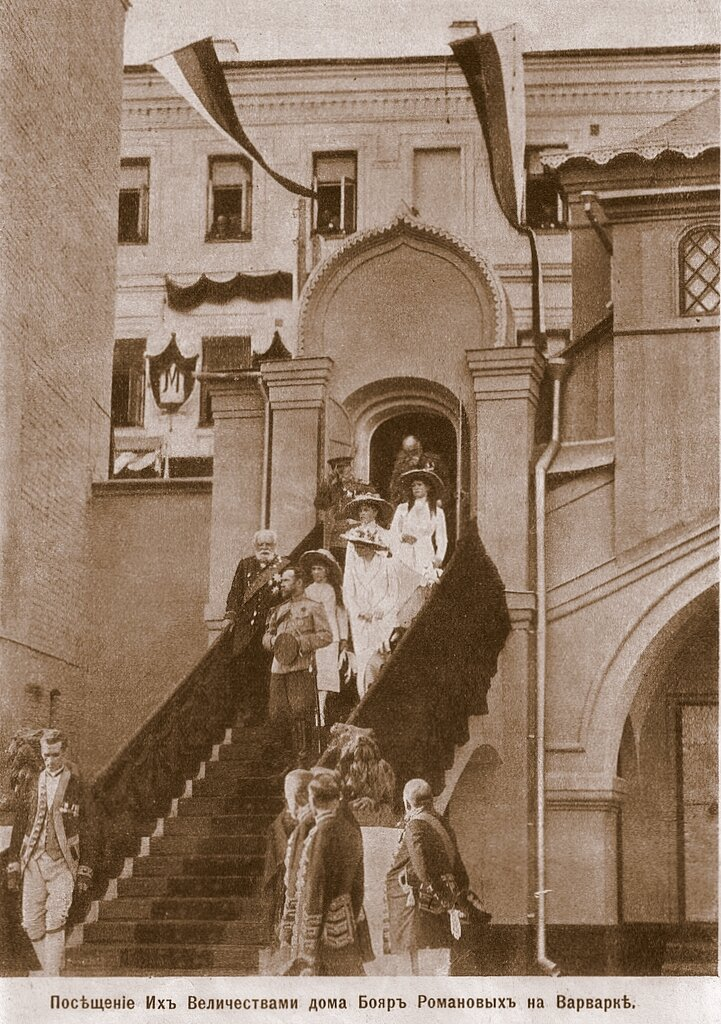
Посещение императорской семьёй дома бояр Романовых

24 мая 1913 года после посещения Троице-Сергиевой лавры в 4 часа пополудни императорский поезд прибыл в Москву, подъехав к перрону Александровского вокзала. При приближении поезда почётный караул от 12-го гренадерского Астраханского императора Александра III полка взял «на караул», музыка заиграла встречу, полковое знамя склонилось. Император в форме Екатеринославского полка принял рапорт от московского градоначальника свиты Е. И. В. генерал-майора А. А. Адрианова, затем — рапорт от командующего войсками Московского округа П. А. Плеве; «астраханцы» были пропущены церемониальным маршем, удостоившись монаршей похвалы. Подали экипаж для Александры Фёдоровны и коня для Николая II. Перед ними выстроилась сотня конвоя его величества — и по московским улицам процессия тронулась в Кремль. У всех церквей по пути следования стояло духовенство в праздничных облачениях. Множество народа собралось по обеим сторонам дороги. У Воскресенских ворот (перед Красной площадью) император спешился и вместе с сыном поклонился чудотворной Иверской иконе в Иверской часовне, у которой его встречали епископ Дмитровский Трифон (Туркестанов) с настоятелем Перервинского монастыря (часовня была приписана к Перервинской обители); был совершён краткий молебен перед иконой. Затем высочайший поезд прошёл по Красной площади и был встречен у Спасских ворот крестным ходом во главе с митрополитом Московским Макарием (Невским), приветствовавшим императора при вступлении в Кремль; далее императорская семья проследовала в придворный Архангельский собор, в котором к юбилею были проведены большие работы по реставрации и благоустройству, в частности, сооружена сень над гробницей царя Михаила Феодоровича с двумя массивными лампадами. Император возжёг лампады над гробом Михаила Феодоровича; также была совершена заупокойная лития. Из Архангельского собора император и семья проследовали через Благовещенский подъезд в Большой Кремлёвский дворец; почётный караул был от 1-го гренадерского Екатеринославского императора Александра II полка; над дворцом взвился императорский штандарт; во всех храмах столицы были совершены благодарственные молебствия.
25 мая праздновался высокоторжественный день рождения императрицы Александры Фёдоровны; в Кремле в этот день, в 11 час, состоялся высочайший выход (из Большого Кремлёвского дворца в Успенский собор). Во время шествия в Георгиевском зале дворца император принял от находившейся там депутации верноподданническую грамоту от российского дворянства, в которой говорилось:

Всемилостивейший государь! Три века назад подъятая живым народным духом Русская Земля восстала из бездны терзавших её смут и, объединённая крепкой любовию к Родине и верою в её великое будущее, изволением Божиим, призвала на царство приснопамятного предка твоего, боярина Михаила Феодоровича Романова.
Вспоминая в настоящие торжественные дни эту великую годину, российское дворянство несёт тебе, великий государь, свой верноподданнический привет<…>.

Эта грамота была зачитана московским губернским предводителем дворянства А. Д. Самариным и преподнесена в специальном ларце, изготовленном в древнерусском стиле из литого серебра. Под восторженные возгласы народа шествие продолжилось далее и царская семья вступила на Красное крыльцо. При сходе с Крыльца стояла депутация от крестьян Московской губернии, поднёсшая Николаю II хлеб-соль.

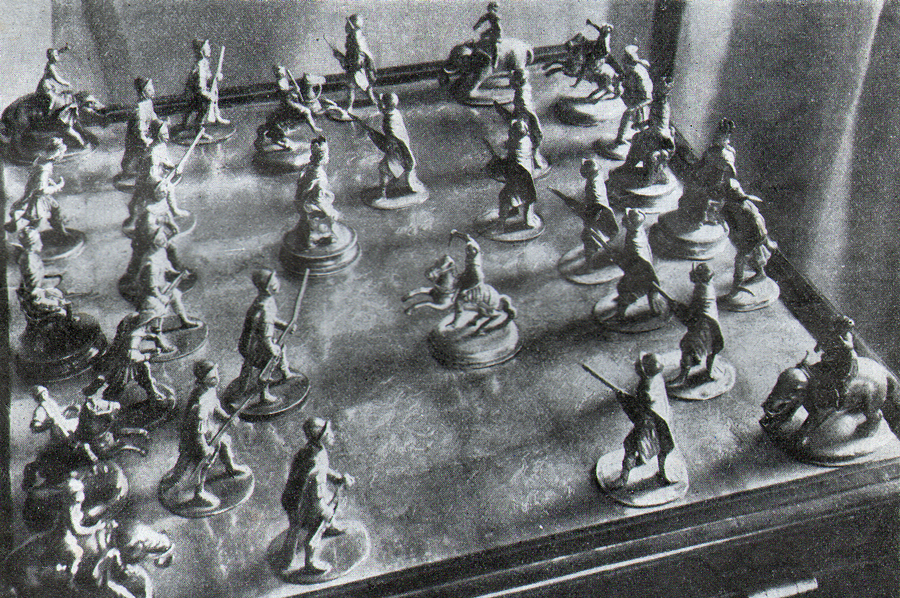
Шахматы царя Михаила Фёдоровича в доме бояр Романовых в Москве

Императорская семья была встречена у южного входа в Успенский собор митрополитом Макарием, который совершал литургию и ему при этом служили епископы Трифон (Туркестанов) и Анастасий (Грибановский), протопресвитер Георгий Шавельский, протоиерей Иоанн Восторгов и другие; был совершён благодарственный молебен, по окончании которого император и наследник поклонились святыням в соборе и мощам святителей Петра, Ионы; затем семья прошла к раке новопрославленного святого — Патриарха Гермогена и приложилась к его гробнице.
В тот же день императорская семья посетила Романовскую выставку в ознаменование 300-летия царствования дома Романовых, а также Знаменский монастырь и дома бояр Романовых на Варварке, где хранились колыбель царя Михаила Фёдоровича и многие другие реликвии, относящиеся к его детству. Вечером в залах Большого Кремлёвского дворца состоялся парадный обед в высочайшем присутствии.
26 мая в Екатерининском зале Кремлёвского дворца состоялся приём различных депутаций, в частности император принял почётных опекунов Московского опекунского совета и от учреждений императрицы Марии, а также депутацию от земства; в Андреевском зале — от уездных городов Московской губернии, от московского мещанского и ремесленного сословия и ямского общества и другие. В 11 часов утра того же дня Николай II с детьми посетил Новоспасский монастырь, в котором они слушали литургию, после чего посетили Покровский собор монастыря, сооружённый из царя Алексея Михайловича. Затем царская семья спустилась в подклёт собора — усыпальницу боярского рода Романовых, где император «поклонился гробницам великой царицы инокини Марфы, родоначальника дома Романовых Захария Кошкина и других предков». В Новоспасском монастыре была открыта часовня в честь 300-летия дома Романовых. Затем император посетил Марфо-Мариинскую обитель. В 16 часов император с семьёй посетил дом (управу) московского купеческого общества на Москворецкой улице. В 10 часов вечера в залах Российского Благородного собрания был дан бал от московского дворянства, который посетил император. В полдень 27 мая император с дочерьми в Оружейной палате обозревали выставку работ учащихся Императорского строгановского училища; объяснения давал директор училища Н. В. Глоба.
27 мая императорская семья отбыла из Москвы в Царское Село. Войска, учащиеся и простой народ провожали их вдоль пути от Кремля до Александровского вокзала.

### Торжества в Царском Селе
В Царском Селе торжества проходили в Александровском дворце. Торжества совпали с празднованием двухсотлетия Царского Села (хотя календарно двухсотлетие Царского Села состоялось тремя годами ранее). На торжествах Николаю II было подарено отделанное серебром подносное блюдо в честь 300-летия династии Романовых, созданное в единственном экземпляре. На официальном обеде в честь 300-летия дома Романовых состоялась также презентация штофа водки «Царское Село». Штоф был украшен изображением Екатерининского дворца в Царском Селе и монограммой Екатерины Великой; на торце были выгравированы тюльпаны. Помимо этого, состоялась закладка храма в память 300-летия дома Романовых для лейб-гвардии 4-го стрелкового полка императорской фамилии.

## Торжества в Крыму
В Крыму юбилейные торжества проходили осенью 1913 года, когда императорская семья прибыла в Ливадию. Вся черноморская эскадра пришла приветствовать августейшую семью, встав на якорь у Ливадии. Гардемарины черноморской эскадры были произведены в мичманы в присутствии царской четы.
В Ливадии императорская семья принимала многочисленные делегации, участвовала в устроенных в их честь праздниках, праздничных обедах, музыкальных вечерах. Из Монголии на торжества прибыло посольство, российскому императору был вручён орден Чингис-хана. 5 ноября Предводители дворянства и председатели уездных управ Таврической губернии собрались в Ливадийском дворце. В Ялте был устроен большой благотворительный базар, которым руководила императрица Александра Фёдоровна. Были организованы выступления известных артистов, музыкальные концерты, просмотры новых кинофильмов.
В Севастополе 300-летие династии Романовых решили ознаменовать сооружением часовни на Митрофаньевской площади (ныне — площадь Ластовая). Часовню предполагалось освятить во имя Фёдоровской Божьей Матери, образом которой был благословлён на царство Михаил Фёдорович Романов, и в честь святителя Николая Чудотворца, имя которого носил государь император. Проект часовни составил в феврале 1912 года инженер-строитель П. Ф. Абрамов, его одобрила Академия художеств. Средства для строительства собрали среди военнослужащих Черноморского флота, гарнизона Севастопольской крепости и жителей города. Комитет по сооружению часовни возглавлял вице-адмирал, временный генерал-губернатор Севастополя В. С. Сарнавский. Часовня была сооружена в древнерусском стиле и представляла собой квадратное в плане здание с шатровой кровлей, увенчанной главой с крестом. Возведено сооружение было из бутового камня на известковом растворе с облицовкой стен снаружи инкерманским камнем. 21 марта 1913 года, в день 300-летия царствования дома Романовых, на куполе часовни установили крест.
К 300-летию дома Романовых в 1913 году была возведена часовня над источником в Косьмо-Дамиановском монастыре (находится в 16 км от Алушты).

## Мероприятия в иных местах России

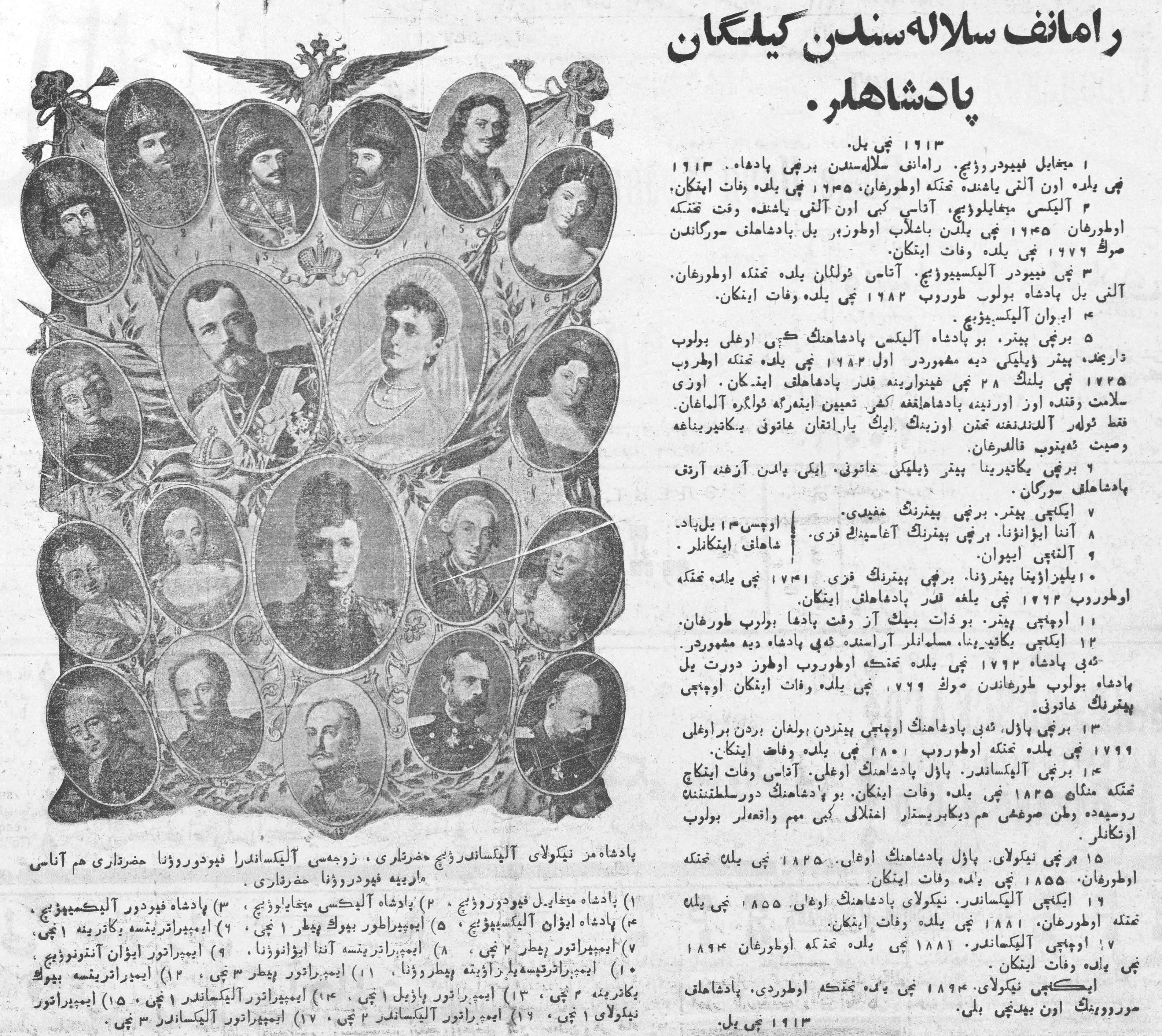
Фрагмент публикации, посвящённой 300-летию царствования Дома Романовых, из татарской газеты «Баянуль-хак» («Разъяснение истины») (город Казань, 21 февраля 1913 года)

В Царском Селе состоялась закладка храма лейб-гвардии 4-го стрелкового полка.

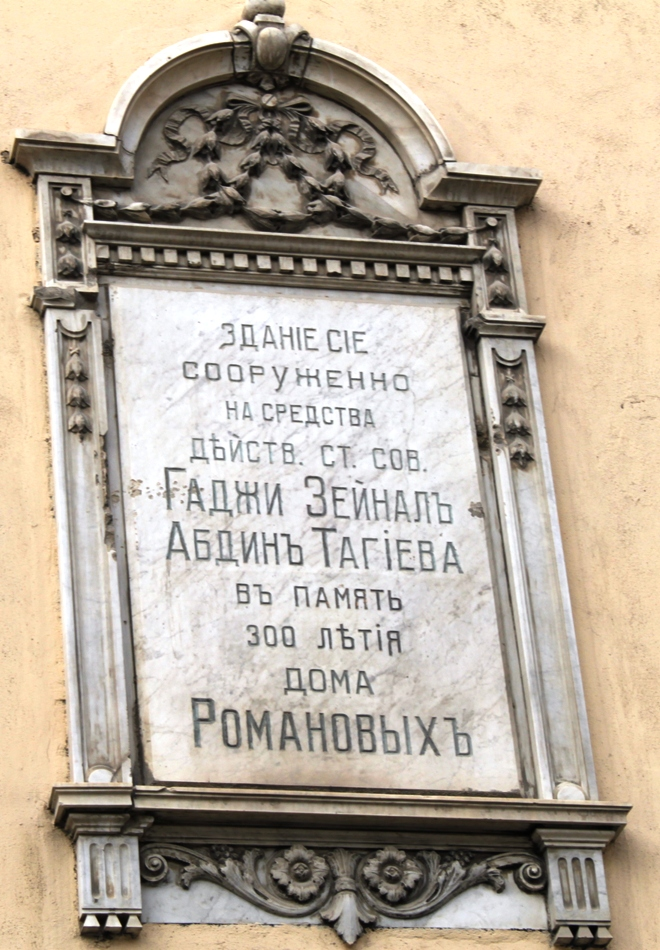
Надпись на стене здания, построенного на средства Гаджи Зейналабдина Тагиева в Баку, в память 300-летия дома Романовых

В Твери к юбилею на средства царской семьи и Христорождественского монастыря был построен Воскресенский собор.
13 мая 1913 года в Вильне была освящена построенная к юбилею Константино-Михайловская церковь. Церковь была освящена во имя небесных покровителей Константина Острожского и царя Михаила Романова. При её возведении большая часть работ была выполнена московскими мастерами. Из Петербурга поступали части церковных главок. Из Москвы в Вильнюс доставили тринадцать церковных колоколов, общим весом в 935 пудов. Чин освящения храма совершил архиепископ Агафангел (Преображенский). На торжества прибыла великая княгиня Елизавета Фёдоровна в сопровождении трёх сестёр основанной ею в Москве Марфо-Мариинской обители, а также фрейлины В. С. Гордеевой и гофмейстера А. П. Корнилова.
20 июля 1914 года в Новосибирске (в то время Ново-Николаевск) состоялась закладка каменной часовни во имя Святителя Николая Чудотворца, в память 300-летия царствования дома Романовых (проект архитектора А. Д. Крячкова). Часовня стала первым символом, поставленным в честь небесного покровителя города.
В 1915 году в Петропавловске по ходатайству городской думы, обратившейся к правительству с просьбой о строительстве училища за счёт государственной казны, было построено Романовское училище или дом Романовых, так как он был возведён в честь 300-летия царской династии Романовых. Это учебное заведение на 510 мест — двухэтажный дом с домовой церковью на верхнем этаже, с водяным отоплением. Проект здания в стиле модерн выполнен Гранильщиковым С. А.
В ознаменование 300-летнего юбилея, Оренбургская городская дума постановила построить здание для библиотеки стоимостью в 30 000 руб, наименовав его Романовским, и ассигновать 1000 руб на устройство празднеств; оренбургское казачье войско решило соорудить в станице Оренбургской памятник стоимостью в 25 000 рублей.
Широкое празднование юбилея было организовано в Казани и Казанской губернии. При этом татары (мусульмане), чтобы особо подчеркнуть свои монархические (верноподданнические) чувства, провели праздничные мероприятия в татарской части Казани и других населённых пунктах с татарским населением своими силами.
Жители алтайских посёлков Чудские Пруды и Абрамовская Дубрава по случаю 300-летия династии постановили «повергнуть к стопам Их Императорских Величеств Государя Императора Николая Александровича и Государыни Императрицы Александры Фёдоровны верноподданнические чувства глубокой благодарности за Всемилостивейше пожалованные средства на постройку в селениях храма». Жители объединённого поселения ходатайствовали за переименование их в Романово. Николай II собственноручно написал на прошении: «Прочёл с удовольствием и согласен».

## Юбилейные награды, монеты, издания, ювелирные изделия и марки

### Нагрудный знак
К трёхсотлетнему юбилею в числе царских наград высочайшим повелением 18 февраля 1913 года был утверждён «Наследственный нагрудный знак для лиц, приносивших их императорским величествам личные верноподданнические поздравления по случаю 300-летия царствования дома Романовых в дни юбилейных торжеств 21—24-го февраля 1913 года».
Памятный знак представлял собой оксидированный ажурный герб дома Романовых, увенчанный императорской короной и окружённый вызолоченным лавровым венком. Этот знак носился на правой стороне груди ниже звёзд, но выше других знаков, которые носились на той же стороне груди. Право на ношения этого знака удостоверялось свидетельством, которое выдавалось за подписью председателя Комитета по устройству празднования 300-летия царствующего дома Романовых. Лицам, которым был вручён памятный знак, давалось право помещать на его оборотной стороне своё имя, отчество и фамилию. Право на ношение знака переходило по наследству к старшему мужскому потомку пожалованного этим знаком.

### Медаль «В память 300-летия царствования дома Романовых»
Памятью о торжествах стала и медаль, на которой изображены схожие портреты Михаила Фёдоровича Романова (основателя династии) и императора Николая II. Положение и медали «В память 300-летия царствования дома Романовых» было утверждено императором 21 февраля 1913 года.
На лицевой стороне медали — погрудные портреты (в три четверти) императора Николая II в форме 4-го лейб-гвардии императорской фамилии стрелкового полка и царя Михаила Фёдоровича в бармах и шапке Мономаха. По окружности медали — бусы из чередующихся точек и чёрточек. На оборотной стороне медали надпись: «В память | 300-летия | царствования | дома Романовых | 1613—1913». Размер медали — 28 мм. Проект медали был разработан старшим медальером Санкт-Петербургского монетного двора А. Ф. Васютинским. Автор барельефа на лицевой стороне медали — скульптор Керзин М. А.
Медали изготавливали из светлой бронзы. Частные фирмы и мастерские по особым заказам отливали медали из позолоченного серебра и, в редких случаях, из золота. Медали носили на груди на ленте «гербовых» цветов — белая, оранжевая и чёрная полосы одинаковой величины.
Медалью награждали:
- всех лиц, состоявших к 21 февраля 1913 года на государственной службе по военному, морскому, гражданскому и придворному ведомствам, членов Государственного совета и Государственной думы, священнослужителей всех исповеданий; служивших на выборных должностях в дворянских, земских и городских самоуправлениях, вольнонаёмных и нештатных служащих обоего пола в правительственных учреждениях, отставных чиновников морского и гражданского ведомств, имевших право носить в отставке мундир, учебно-воспитательный состав обоего пола в высших, средних и низших казённых учреждениях, артистов императорских театров, сестёр милосердия Российского общества Красного Креста, волостных старшин, председателей волостных судов, гминных войтов, сельских старост и соответствующих им должностных лиц волостных и сельских управлений, лиц, награждённых знаком отличия Военного ордена;
- юнкеров и пажей специальных классов; всех состоявших к 21 февраля 1913 года на действительной службе чинов армии, флота, отдельного корпуса пограничной стражи и жандармов, полиции, конвойных команд и тюремной стражи, а также представителей сельского населения, участвовавших в юбилейных торжествах в присутствии императора;
- всех лиц, принимавших активное участие в подготовке, устройстве и праздновании юбилея 300-летия царствования дома Романовых;
- медальеров, мастеровых и рабочих Санкт-Петербургского монетного двора, изготовлявших медали.

Лица, которые перечислены в пункте 2, получали медали бесплатно, остальным награждённым выдавали специальные свидетельства на право ношения медалей, которые приобретались за плату (в том числе, у частных фирм и мастерских).
На Санкт-Петербургском монетном дворе в 1913—1914 годах было отчеканено более 1,5 млн медалей. Всего к 26 июня 1914 года на Монетный двор поступило заказов на 2 028 166 медалей.

### Орден «Трёхсотлетие»
Император Николай II планировал учредить также орден «Трёхсотлетие» — в некотором роде домашний орден династии Романовых. Ювелирная фирма Карла Фаберже даже изготовила несколько пробных образцов весьма сложной формы и расцветки. Однако учредить этот орден так и не успели, так как началась Первая мировая война.

### Крест «В память 300-летия царствования Дома Романовых»

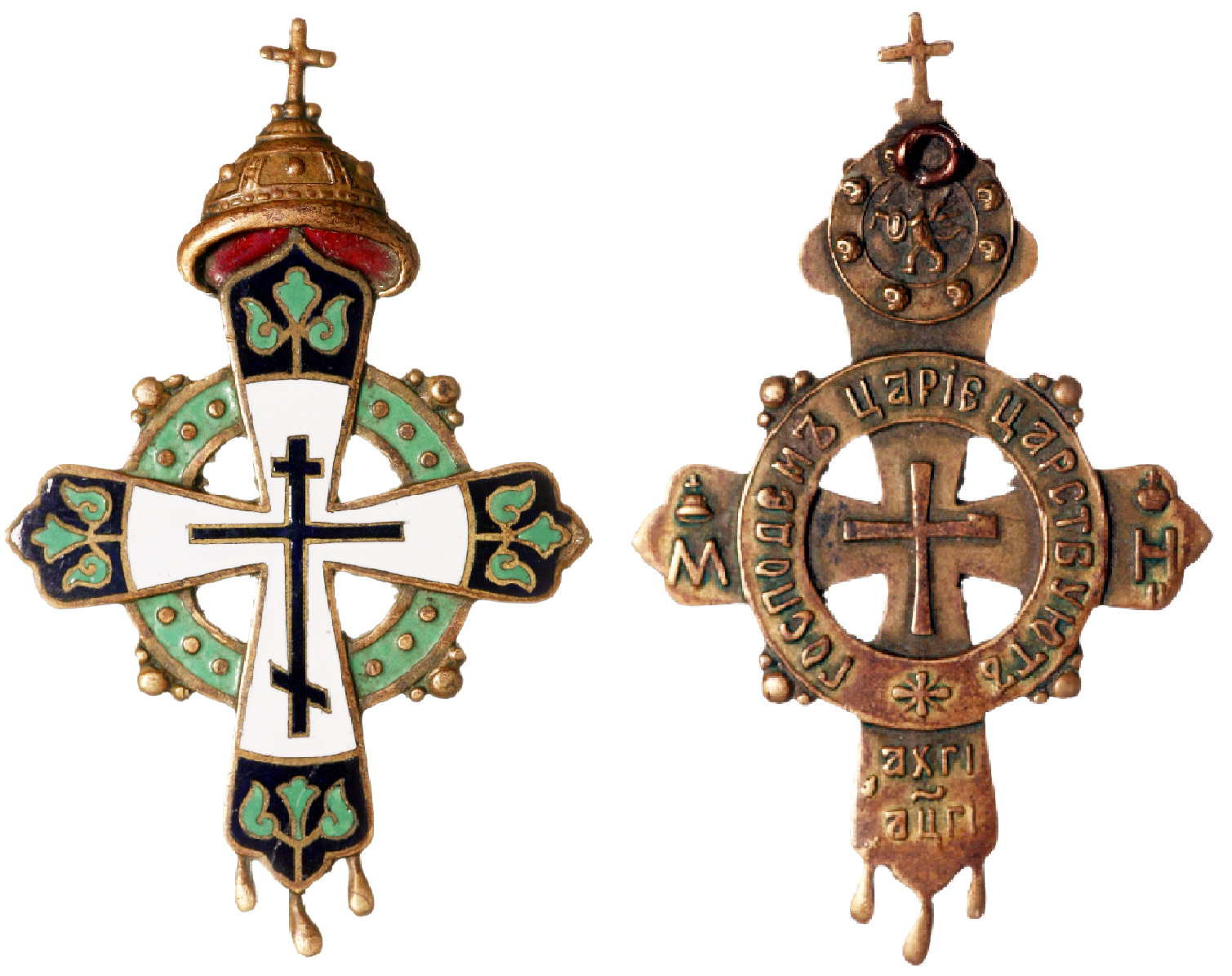
Крест «В память 300-летия царствования Дома Романовых»

24 января 1913 года указом императора Николая II был учреждён крест в память 300-летия царствования дома Романовых, которым награждали всех священнослужителей монашествующего и белого духовенства, состоявших на службе к 21 февраля 1913 года. Наградные кресты изготавливали из бронзы либо золочёного серебра и носили на груди на Владимирской ленте.
Описание:

Лицевая сторона (аверс):

Крест, покрытый белой эмалью, в середине его тонкими линиями выполнен восьмиконечный крест синей эмали, по концам основного креста — изображения лепестков и поперечных круговых дуг, покрытых ярко-зелёной эмалью. На нижнем конце креста помещены три подвески.

Оборотная сторона (реверс):

В розетке креста помещён равноконечный крест с уширенными концами; вокруг его, по окружности, надпись: «Господемъ царие царствуютъ»; на концах знака изображены вензели царей; на левом — «М» (Михаил Фёдорович), на правом — «Н-II» (Николай II); на нижнем конце, по-старословянски (буквами) указаны даты юбилея — «1613—1913».

### Юбилейный рубль

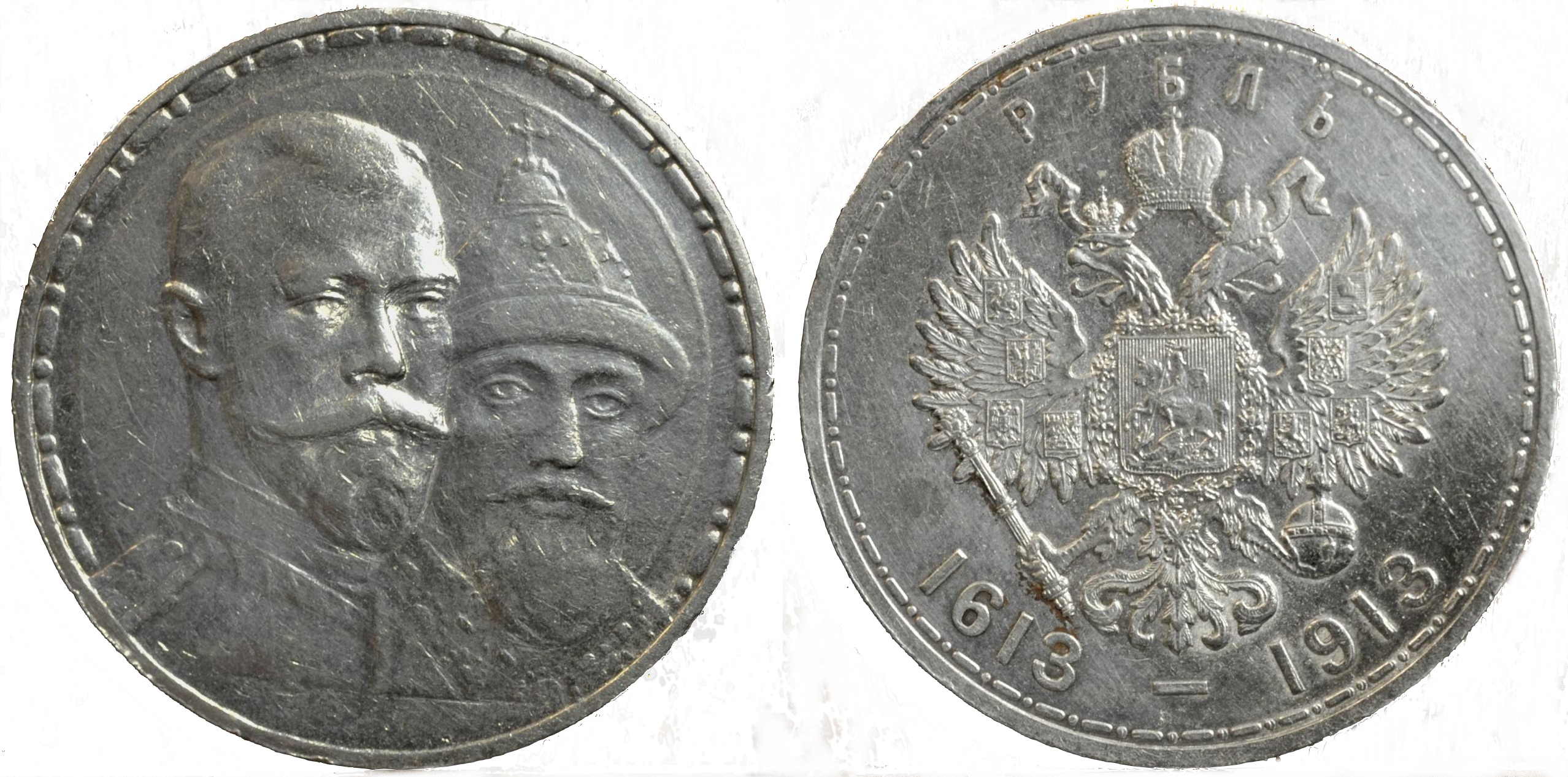
Юбилейный рубль 300 лет дома Романовых с изображениями первого царя династии Михаила Фёдоровича и Николая II. Серебро, 1913 год, выпуклый чекан

В 1913 году к празднованию юбилея дома Романовых была выпущена монета достоинством в один рубль. Монета была отчеканена на Санкт-Петербургском монетном дворе. Тираж — 1 500 000 штук. Официальное описание монеты было утверждено императором 15 февраля 1913 года; на лицевой стороне — два погрудных изображения: на первом плане императора в форме лейб-гвардии 4-го стрелкового Императорской Фамилии полка и на втором плане — царя Михаила Феодоровича в бармах и шапке Мономаха.
Нумизматическое описание:

Аверс: изображение двух правителей: на ближнем плане — император Николай II в военной форме, на дальнем — царь Михаил Фёдорович, в царском одеянии (первый царь из династии Романовых). Портреты в круговой рамке. Вокруг монеты узор «черта с точкой». Реверс: изображение двуглавого царского орла со скипетром и державой, надписи с обозначением номинала: «РУБЛЬ» и даты: «1613—1913». Вокруг монеты узор «черта с точкой». Штемпеля для рубля резал А. Васютинский. Гурт надпись. Серебро 900 пробы. Вес 20,0 гр. Диаметр 33,65 мм.

### Яйцо ювелирной компании Фаберже

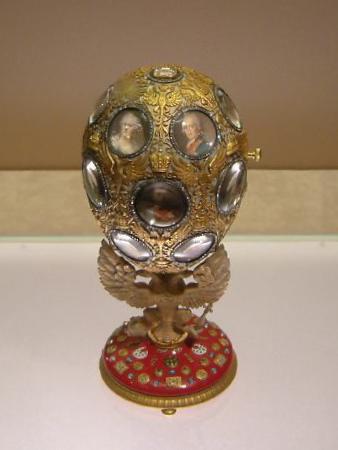
Яйцо Фаберже «300-летие дома Романовых»

В 1913 году ювелирной фирмой Фаберже было изготовлено ювелирное изделие «300-летие дома Романовых» — пасхальное яйцо, внутри которого размещается стальной глобус с двумя золотыми изображениями Северного полушария — на одном обозначена территория России в 1613 году, на другом — в 1913 году.
Яйцо изготовил мастер Хенрик Вигстрём (Henrik Emanuel Wigström (1862—1923), главный мастер фирмы Фаберже с 1903 года, клеймо мастера — «H.W.»), проба — «72». Материалы: золото, серебро, бриллианты, алмазы, огранённые розой, пурпурит, сталь, стекло, кость. Размеры: высота с подставкой — 7½ дюйма (19,0 см); диаметр основания — 3 дюйма (7,8 см). Техника исполнения: эмаль, литьё, чеканка, гильош, гравировка, воронение, акварель.
По яйцу — 18 миниатюр с портретами представителей царствующей династии. Пространство между миниатюрными портретами украшено царскими геральдическими венцами и коронами. В нижней и верхней частях яйца через плоские бриллианты видны юбилейные даты — «1613» и «1913». Яйцо удерживается распахнутыми крыльями державного двуглавого орла (изготовленного из чеканного золота), который, в свою очередь, стоит на круглом основании из пурпурита, имитирующем государственный щит.
Владелицей этого ювелирного изделия стала Александра Фёдоровна, получившая его в подарок от Николая II на Пасху 1913 года. Сегодня это яйцо находится в Оружейной палате, инв. № MP-651/1-2.

### Почтовые марки
В честь трёхсотлетия династии Романовых по заказу Главного управления почт и телеграфов 1 января 1913 года была выпущена первая и единственная коммеморативная серия почтовых марок Российской империи. На марках копеечных номиналом были помещены портреты монархов дома Романовых: 1 и 4 копейки — Пётр I, 2 копейки — Александр II, 3 копейки — Александр III, 14 копеек — Екатерина II, 15 копеек — Николай I, 20 копеек — Александр I, 25 копеек — Алексей Михайлович, 35 копеек — Павел I, 50 копеек — Елизавета Петровна и 70 копеек — Михаил Фёдорович. Для трёх марок рублёвого достоинства (1, 2 и 3 рубля) были взяты фотографии панорамы Московского Кремля, Зимнего дворца в Санкт-Петербурге и дома бояр Романовых в Зарядье в Москве. Портрет императора Николая II, правящего в то время, был помещён на три марки номиналами 7 и 10 копеек и 5 рублей.

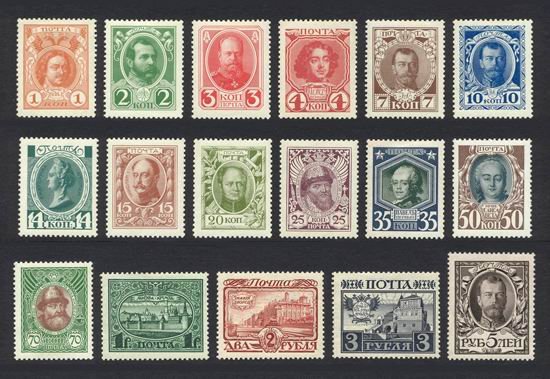
Коммеморативная «романовская» серия марок, 1913

### Юбилейное историческое и художественное издание в память 300-летия царствования державного Дома Романовых
Издание содержит очерки, описывающие в хронологическом порядке царствование русских царей, начиная с Михаила Федоровича и заканчивая действующим императором Николаем II Александровичем, а также разделы «Духовенство», «Центральная и местная администрация», «Армия и флот», «Наука, литература и искусство», «Спорт», «Финансы, торговля и промышленность», где помещены краткие биографии и портреты всех выдающихся российских государственных деятелей, военачальников, ученых, меценатов, медиков, педагогов, представителей искусства, спорта и духовенства, купцов, промышленников и предпринимателей конца XIX — начала XX вв.

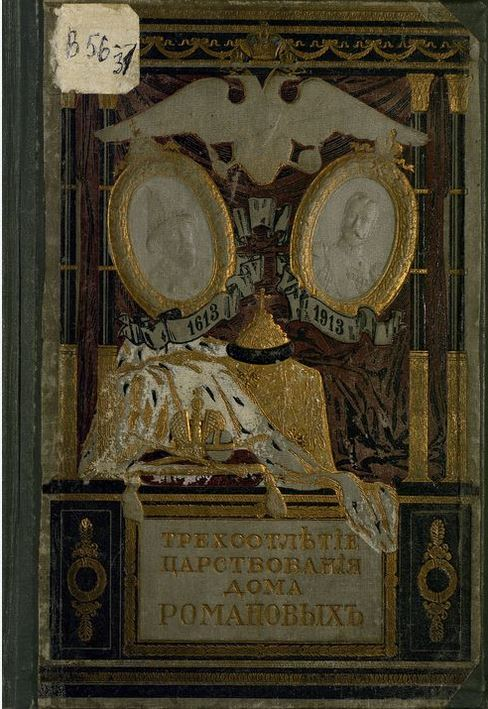
Юбилейное историческое и художественное издание в память 300-летия царствования державного Дома Романовых

### Юбилейное издание «Три века»
К 300-летию дома Романовых был приурочен выпуск известного монументального иллюстрированного издания по истории России — «Три века». Этот шеститомник был выпущен известным русским издателем Сытиным и стал завершающим изданием его знаменитой «юбилейной серии».

## Памятники

### Романовский обелиск в память 300-летия царствования дома Романовых в Москве

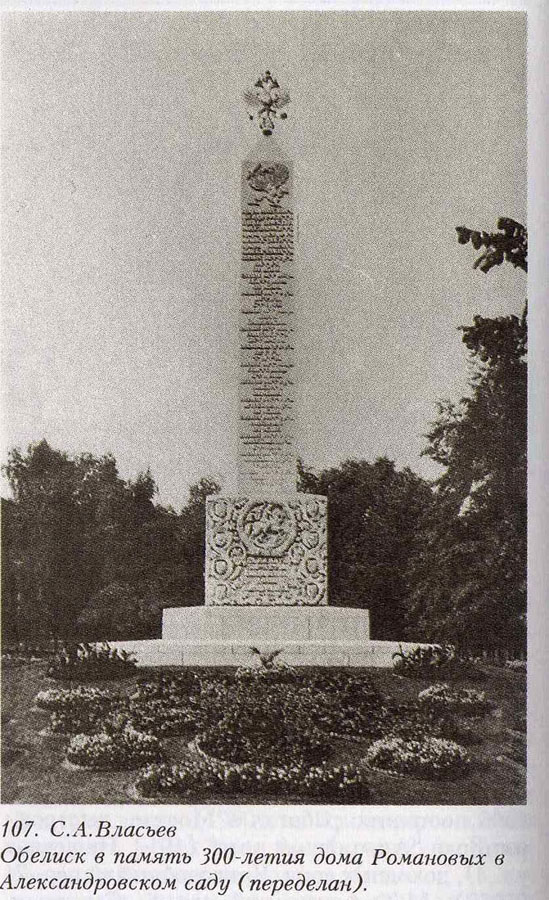
Романовский обелиск в 1914—1918 гг.

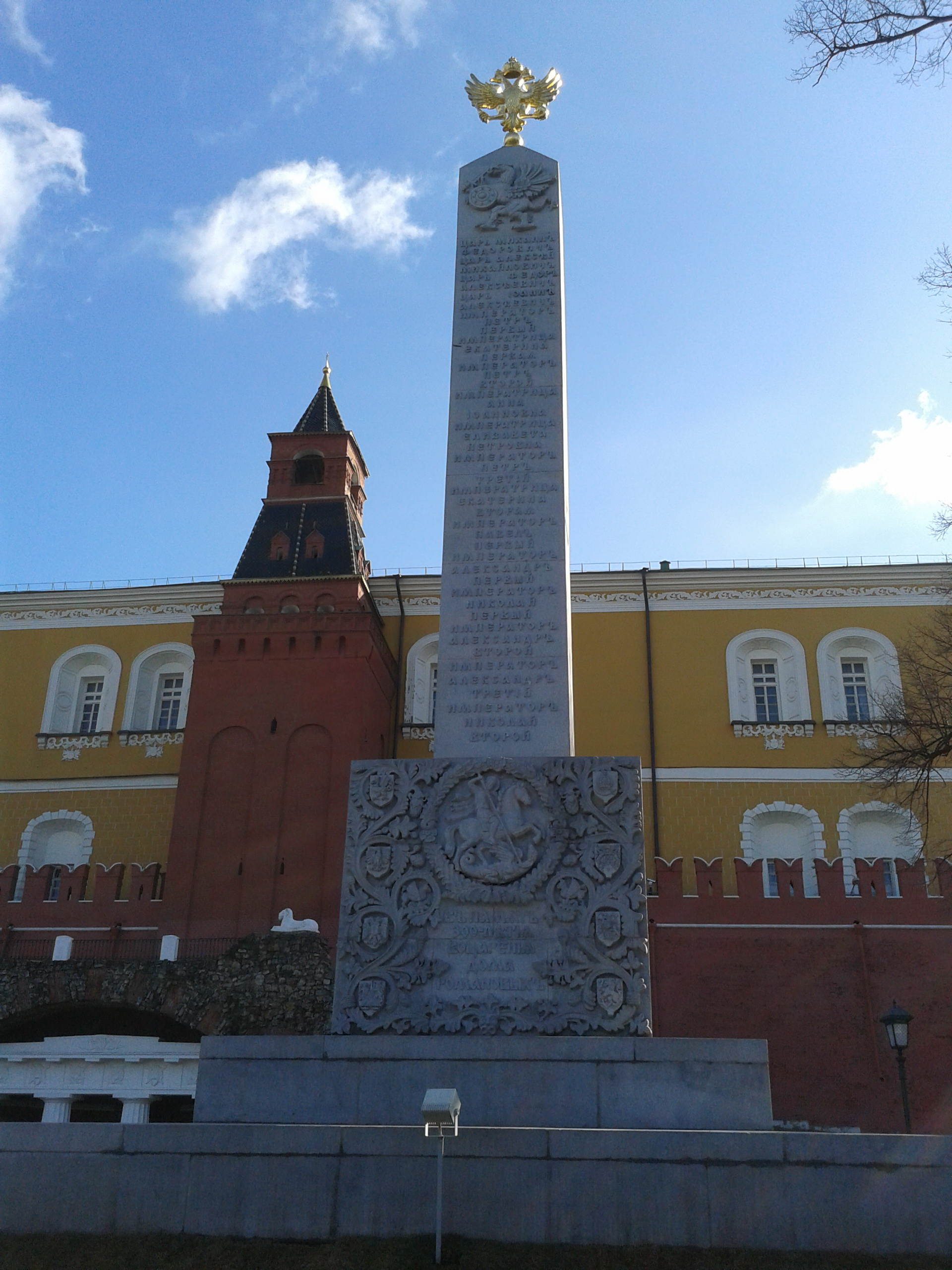
Восстановленный Романовский обелиск. 2013

17 января 1911 года на заседании Комиссии о пользах и нуждах общественных в Московской городской управе был поднят вопрос о сооружении в связи с юбилейной годовщиной памятного обелиска, наподобие имеющегося в Троице-Сергиевой лавре. В 1912 году был проведён конкурс проектов. Комиссия остановила свой выбор на получившем вторую конкурсную премию проекте архитектора С. А. Власьева, поскольку проект-победитель конкурса не был утверждён по причине дороговизны. Стоимость работ по возведению обелиска составила почти 50 тыс. рублей, которые ассигновала Городская дума Москвы. Первоначально открытие памятника хотели приурочить к юбилейной дате 21 февраля 1913 года, затем к приезду императорской четы в Москву в конце мая 1913 года, но в итоге император только лишь в мае ознакомился с проектом в Городской думе и одобрил его. Торжественная закладка памятника состоялась 18 апреля 1914 года, а 10 июля «Обелиск в память 300-летия царствования дома Романовых» был торжественно открыт.
Обелиск из серого финского гранита был увенчан двуглавым орлом; на основании монумента был изображён Георгий Победоносец и малые гербы губерний и областей России в щитках, а кроме этого — гербы Великих княжеств. Вверху обелиска располагался герб бояр Романовых — грифон с мечом и щитом. Ниже были написаны имена царей и императоров из дома Романовых от Михаила Фёдоровича до Николая II. Изначально обелиск находился у входа в Верхний сад.
После Октябрьской революции Романовский обелиск, по предложению В. И. Ленина решили оставить, но переделать его содержание: в 1918 году на месте имён Романовых были вырезаны имена девятнадцати революционных мыслителей всех времён и народов, остальные же атрибуты прежней власти ликвидированы. Орёл с вершины и гербы с основания были сняты (картуш и щитки от гербов сохранились; в центральном картуше, где находилось изображение Георгия Победоносца, размещена надпись «Р. С. Ф. С. Р.», ниже — «Пролетарии всех стран, соединяйтесь!»). Следы от затёртых гербов и были хорошо видны на поверхности обелиска до его реконструкции в 2013 году. Переделанный советскими властями памятник получил и новое название — «Революционным мыслителям и деятелям борьбы за освобождение трудящихся». Архитектором изменений стал Н. А. Всеволожский.
В 1966 году монумент был перенесён в центр Верхнего сада (Александровский сад), к гроту «Руины», где и находится сегодня, поблизости от Средней Арсенальной башни. Ближайшая станция метро — Александровский сад.
В 2013 году к 400-летию дома Романовых обелиск советского времени был демонтирован и восстановлен обелиск первоначального вида, правда, с небольшими неточностями.

### Памятник в честь 300-летия дома Романовых в Костроме

Макет памятника в честь 300-летия дома Романовых в Костроме

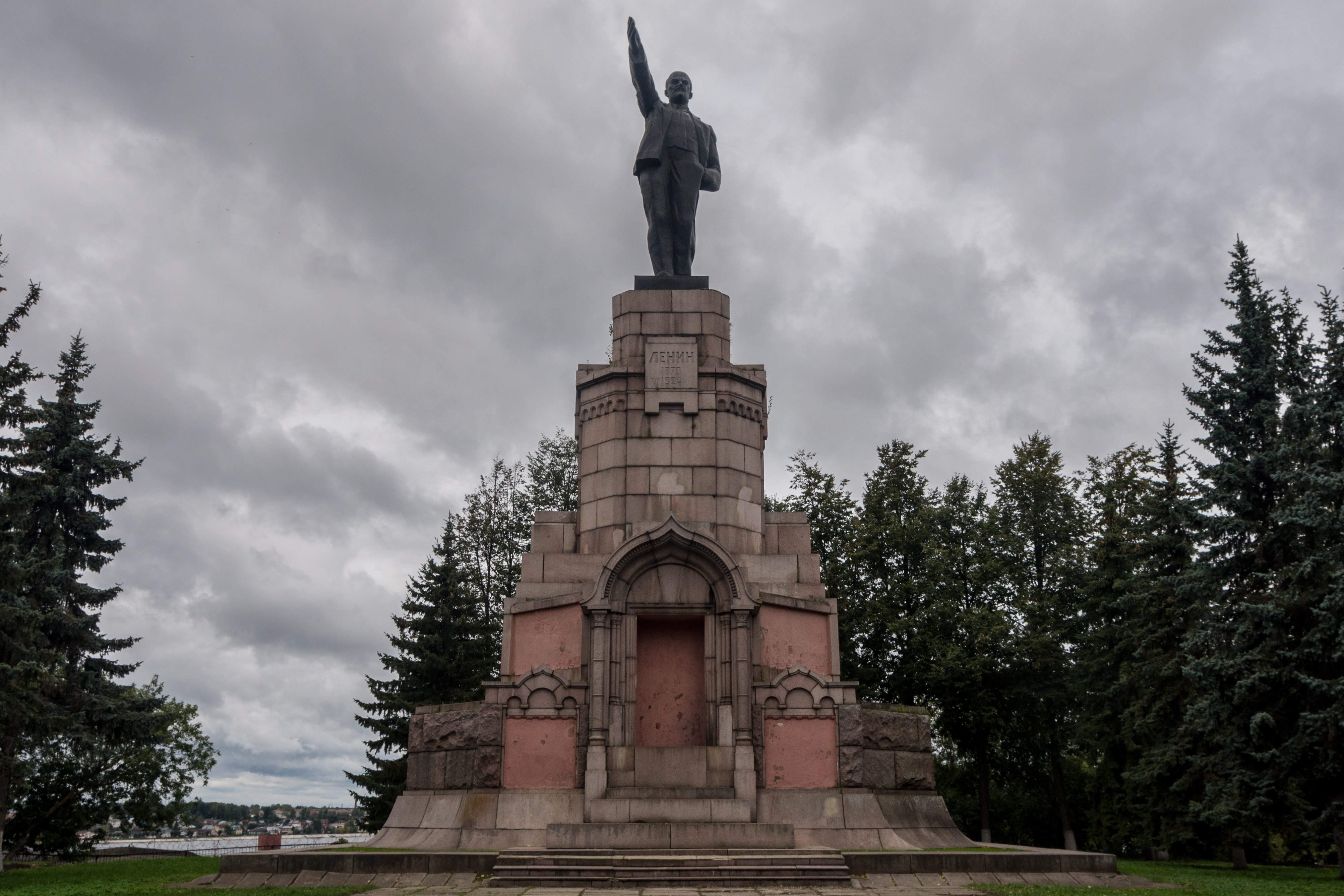
Памятник Ленину на постаменте романовского памятника, современный вид

Памятник в честь 300-летия дома Романовых — монумент в честь 300-летия дома Романовых, заложенный в Костромском кремле. Задуман как главный памятник 300-летию дома Романовых: грандиозный постамент-пьедестал в виде часовни — ступенчатой цилиндрической башни высотой 36 метров с многоярусным шатровым завершением, увенчанным двуглавым орлом. Уступы-ступени кольцевой формы предназначались для установки портретных фигур представителей царствующего дома и выдающихся людей, связанных с эпохой их правления: количество фигур непосредственно на постаменте — 18, общее количество фигур — 28. Среди них — родоначальник династии Михаил Фёдорович, его отец патриарх Филарет и мать инокиня Марфа; у подножия — умирающий Иван Сусанин, благословляемый аллегорической фигурой России; по сторонам — гражданин Минин и князь Пожарский; Пётр I, стоящий на фоне корабля, Александр II, держащий в руках Манифест об отмене крепостного права, Николай II с наследником Алексеем, склонившиеся над картой России. Нижнюю часть памятника должны были украшать шесть рельефов с изображениями знаменательных событий в жизни России XVII—XIX вв.

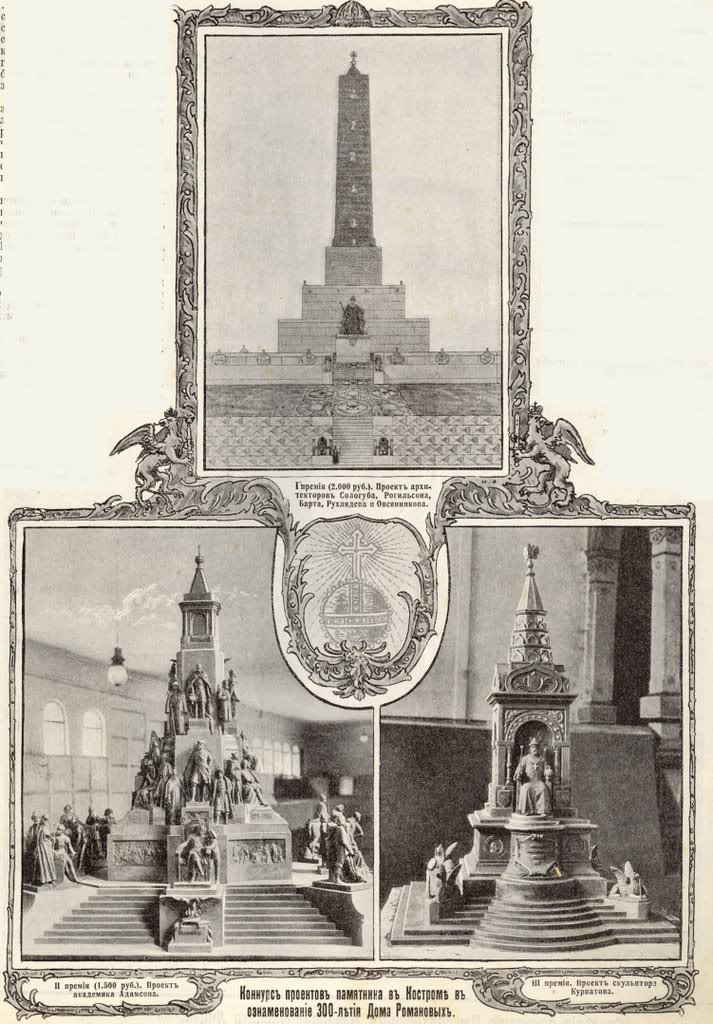
Проекты — победители конкурса 1911 года

Несколько лет шла работа по организации всероссийской подписки на средства для сооружения монумента, по выбору места для его установки. В 1911 году Академия художеств провела конкурс проектов. Комитет по сооружению монумента выбрал работу скульптора А. И. Адамсона, занявшую второе место. После доработки проекта в 1912 году были начаты работы над отдельными фигурами и сооружением постамента. Архитектором проекта был утверждён С. А. Власьев, автор стелы-обелиска в Александровском саду, сам А. И. Адамсон обязался исполнить все художественно-скульптурные работы.
Закладка памятника состоялась 20 мая 1913 года, во время торжественного празднования 300-летия дома Романовых в Костроме в присутствии Николая II и его семьи, при воинском параде.
Первая мировая война помешала завершению памятника. К 1916 году был возведён постамент, отлиты и доставлены в Кострому двадцать из двадцати восьми предполагавшихся бронзовых фигур. Было установлено две фигуры, остальные остались в ящиках. После Февральской революции работы были окончательно остановлены. В конце 1924-го, или в первой половине 1925 года все скульптуры были отправлены в переплавку.
К 1 мая 1928 года на постаменте, верхняя часть которого была разобрана, установили бетонную (с 1982 года бронзовую) статую В. И. Ленина.

### Памятник в честь 300-летия дома Романовых в Кушке
В 1910 году на самой высокой сопке около русской военной крепости Кушка (Туркменистан) была построена каменная часовня в виде креста, установленного на круглый постамент (высота креста — 10 м, диаметр постамента — 10 м). На лицевой стороне креста, обращённой к Афганистану, укреплён кованый меч остриём вниз. Первоначально под ним был изображён императорский герб и надпись «1613 Кушка 1913». В советское время герб и надпись исчезли. С обратной стороны часовни находится дверь. Рядом с памятником расположена смотровая площадка. К ней ведёт каменная лестница. Памятник был сооружён на средства, собранные служащими и военными Кушкинского гарнизона. Торжественное открытие памятника с участием губернатора Туркестана Самсонова состоялось в 1913 году. Сохранился до наших дней. 

## 400-летие дома Романовых

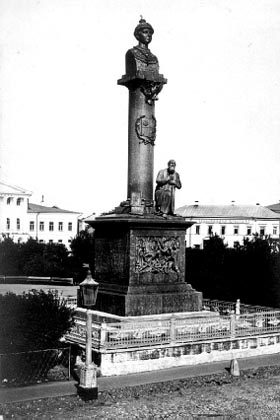
Памятник Михаилу Фёдоровичу Романову и Ивану Сусанину в Костроме, снесённый в 1918—1928 гг.

В 2013 году прошло празднование 400-летия дома Романовых. Санкт-Петербург, Кострома, Волгоград, Екатеринбург и Нижний Новгород предложили отметить юбилей династии торжественными церемониями на государственном уровне.
В 2004 году организован Фонд «400-летие дома Романовых». Учредителями фонда «400-летие дома Романовых» на Урале стали певец и композитор Александр Новиков (избранный президентом фонда), генеральный директор УГМК Андрей Козицын, архиепископ Екатеринбургский и Верхотурский Викентий и Андрей Безусов.
Утверждена и выпущена медаль к 400-летию дома Романовых «400 лет. За верность дому Романовых»: «Александр I» и другие аналогичные медали с изображением Петра I, Екатерины II, Александра II, Павла I, Николая II.
Администрация Костромской области и некоммерческая организация «Фонд 400-летия дома Романовых» объявили о подготовке празднования 400-летия дома Романовых в Костроме, где планировали восстановить памятник царю Михаилу Фёдоровичу и крестьянину Ивану Сусанину на Сусанинской площади города. Скульптурная композиция, как и прежде, будет представлять собой бюст царя Михаила Фёдоровича и фигуру коленопреклонённого Ивана Сусанина. Предполагалось на пьедестале восстановить бронзовый горельеф с изображением сцены гибели Ивана Сусанина. Памятник должен был быть установлен к 2013 году. На самом деле абсолютно никаких мероприятий по празднованию 400-летия дома Романовых в Костроме не проводилось.
В Волгоградской области по предложению Российского монархического общественного движения, администрации области и Волгоградского казачьего войска учреждён «Общественный комитет по подготовке празднования 400-летия дома Романовых».

## Комментарии
1. ↑  Все даты в статье указаны по действовавшему тогда юлианскому календарю (старому стилю).
2. ↑  Цит. слова — из высочайшего манифеста, который, среди прочего, возвещал о издании указа.
3. ↑  Епископ Костромский Тихон Василевский был возведён в сан архиепископа высочайшим рескриптом от 21 февраля 1913 года; во второй половине 1922 года почти всё воронежское духовенство во главе с ним, перешло в обновленчество.
4. ↑  Часовня простояла всего полтора десятилетия: была разобрана 13 сентября 1928 года на основании решения Крымского центрального исполнительного комитета от 10 февраля 1928 года